# Musée romain-germanique
Le musée romain-germanique (ou RGM, en allemand : Römisch-Germanisches Museum) est un important musée archéologique situé à Cologne, en Allemagne. Le musée, ouvert en 1974, est situé à côté de la cathédrale de Cologne, sur le site d'une villa romaine du IIIe siècle, découverte en 1941 lors du creusement d'un abri anti-aérien.

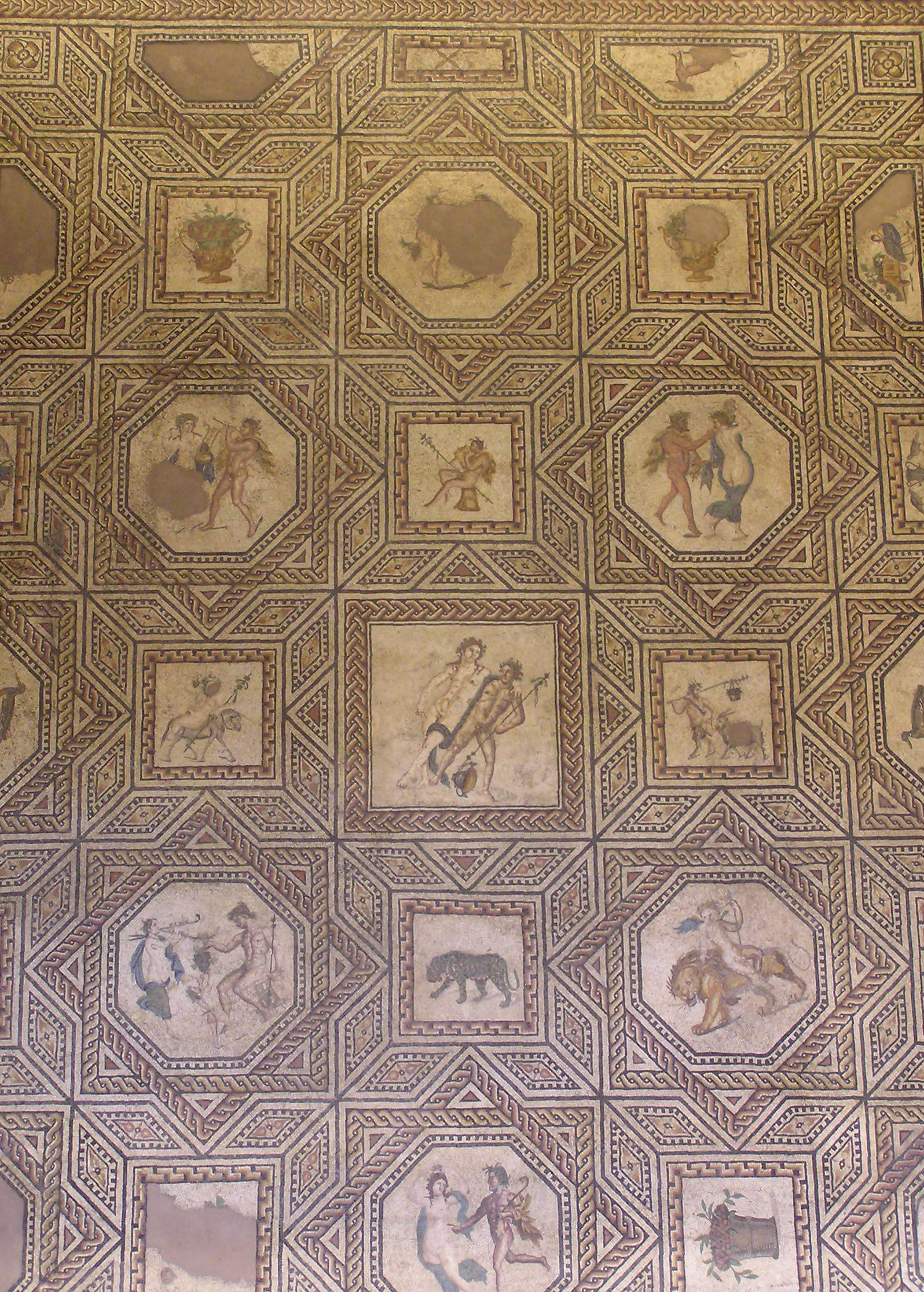
Section de la mosaïque de Dionysos (220-230), au Römisch-Germanisches Museum de Cologne.

## Le musée
Le musée présente une importante collection d'objets provenant des fouilles de l'ancienne colonie romaine de Colonia Claudia Ara Agrippinensium, dont est issue la ville moderne de Cologne. Il a été construit dans l'idée de protéger in situ la villa romaine et sa fameuse mosaïque de Dionysos, ainsi qu'une section de la voie romaine attenante. Le musée est donc en lui-même un site archéologique.
Mis en travaux pour rénovation et reconstruction partielle, le bâtiment est fermé depuis 2017. Sa réouverture est prévue pour 2030.

### Collections
La plupart des collections du musée proviennent de l'ancien Wallraf-Richartz Museum, qui les a abritées jusqu'en 1946.
La façade du musée présente l'ancienne porte nord de l'enceinte romaine de Cologne, portant l'inscription CCAA, pour Colonia Claudia Ara Agrippinensium.

Aperçu des collections romaines
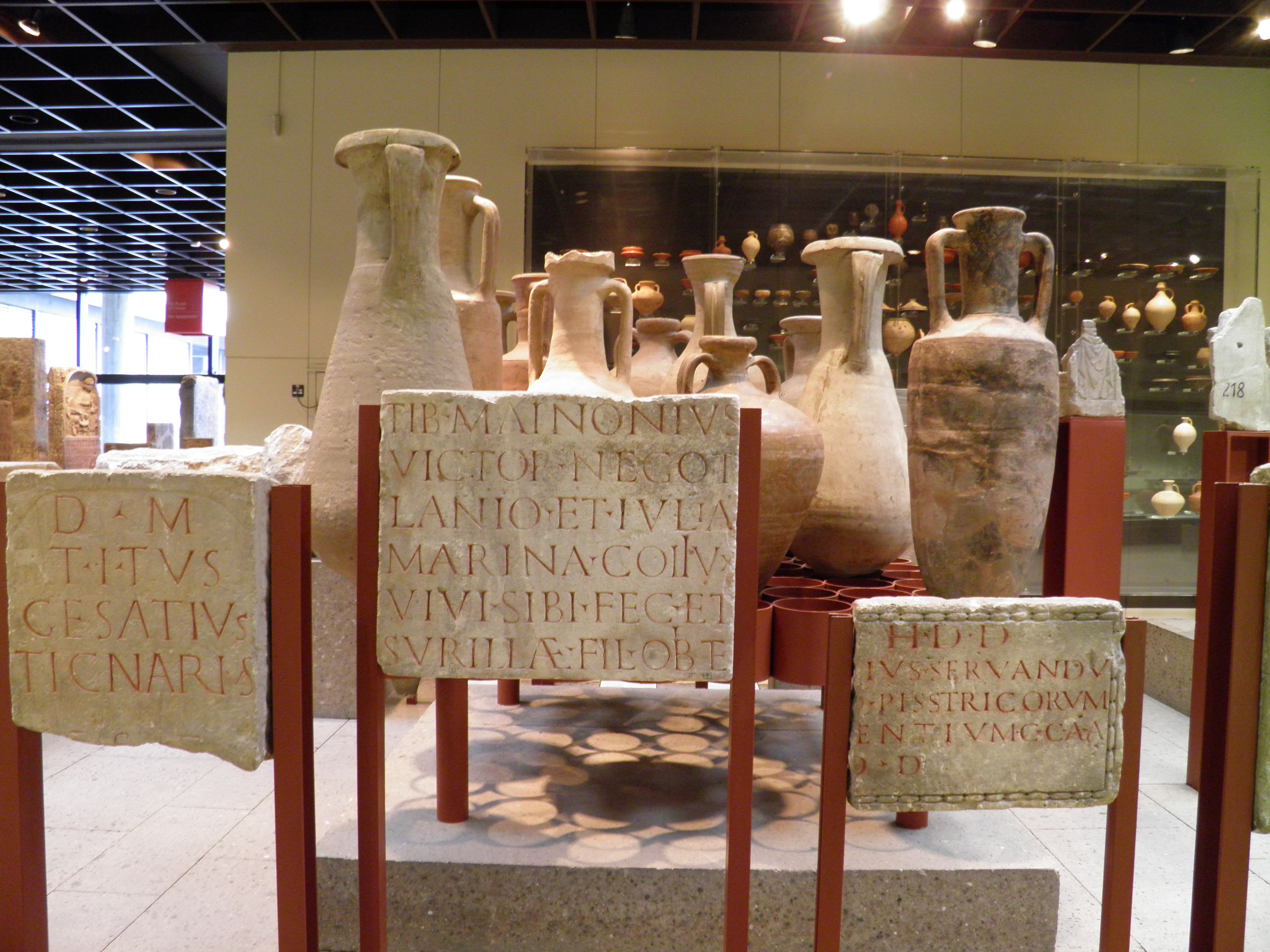
Le commerce romain sur le Rhin.
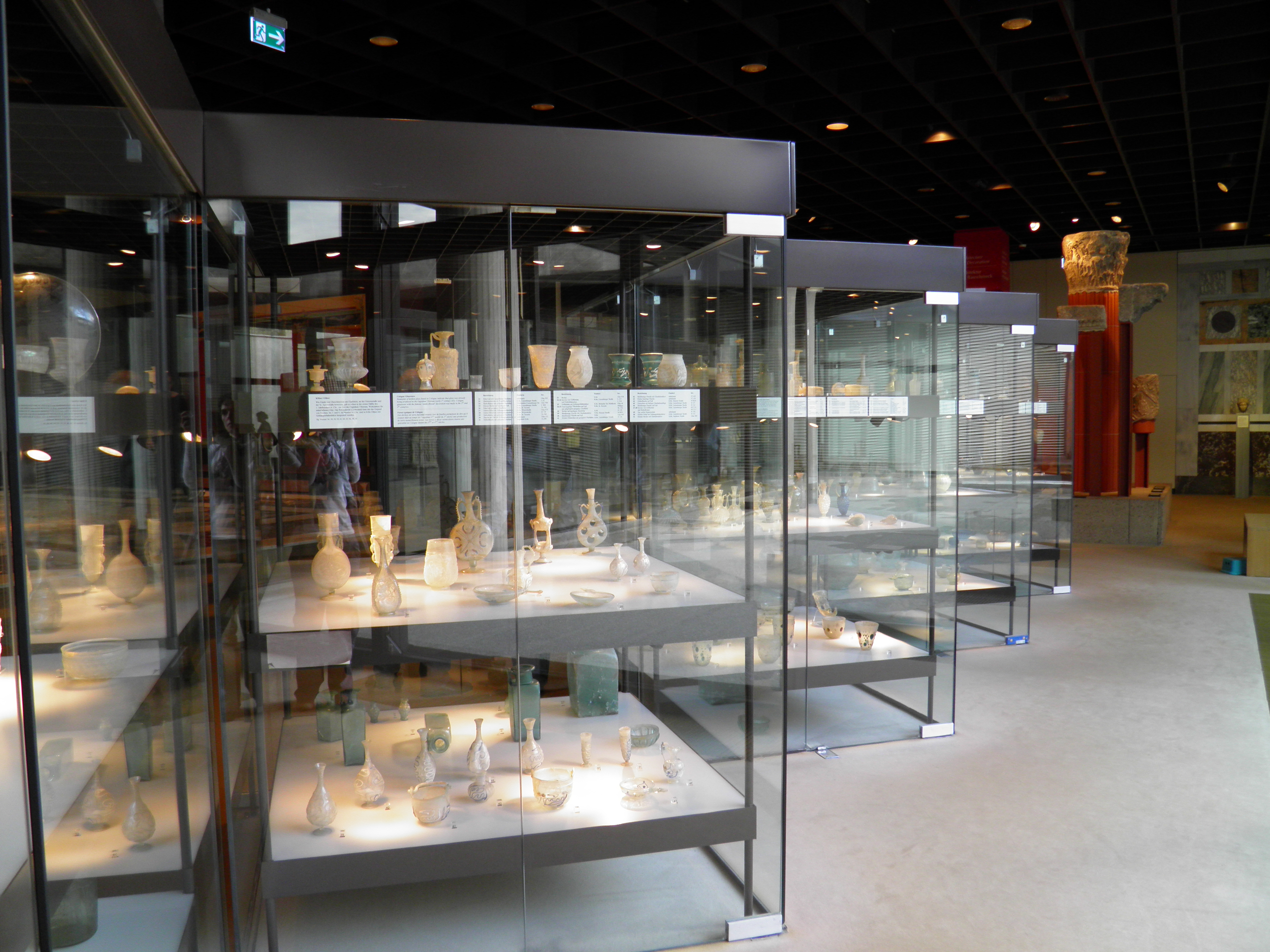
Collection de verrerie romaine.
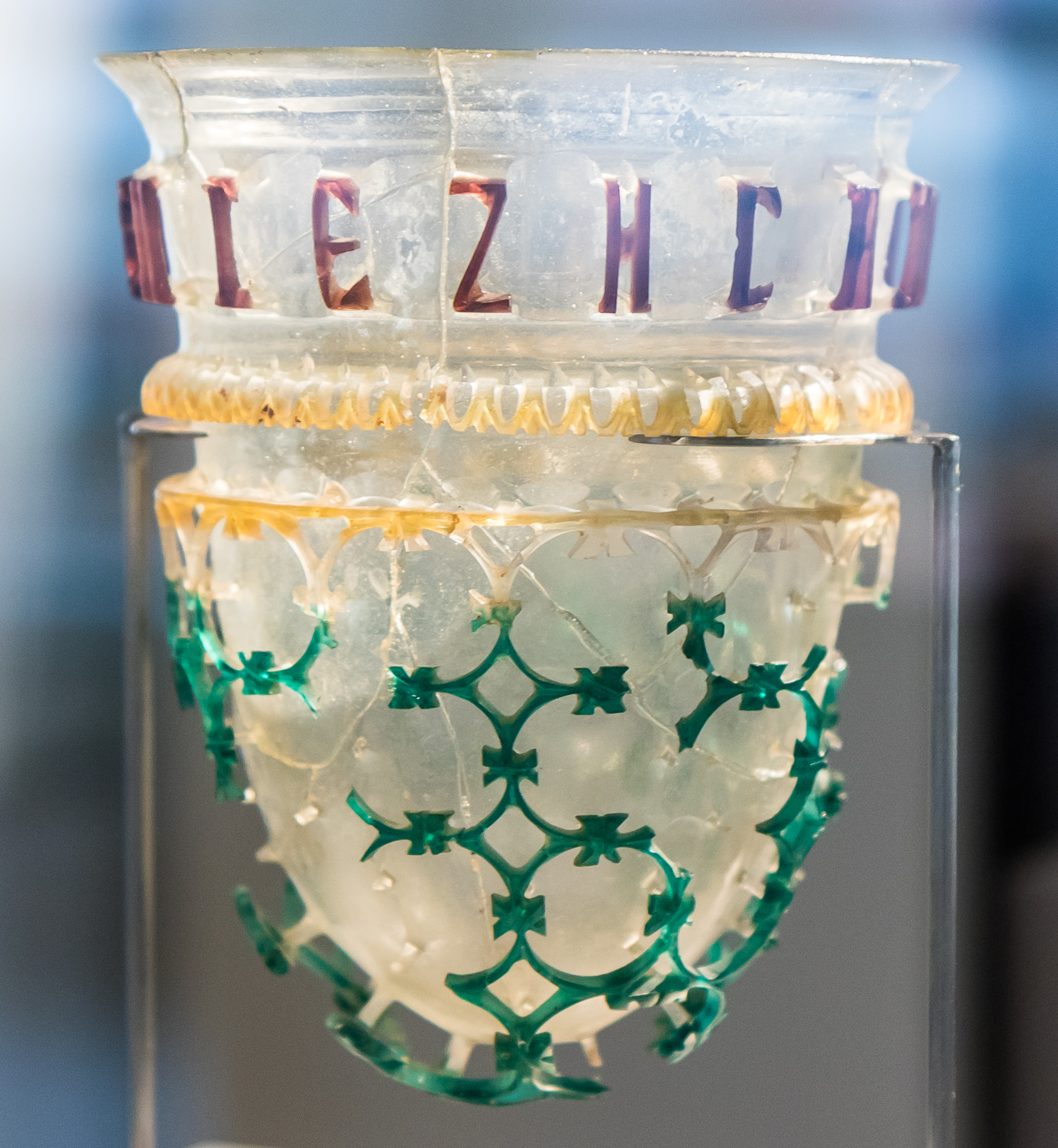
Le verre diatrète de Cologne. Hauteur 12 cm, IVe siècle.
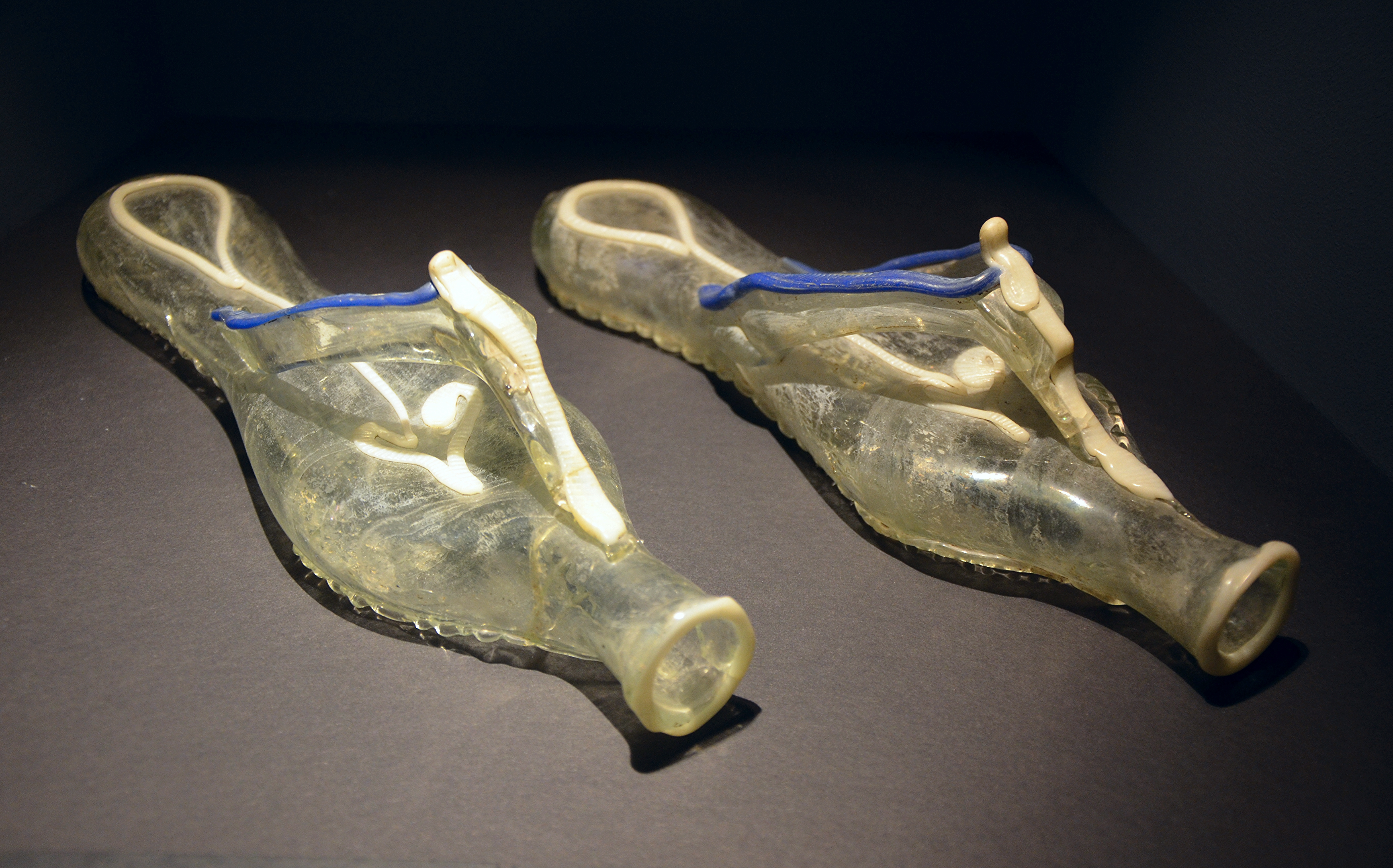
Récipients en verre en forme de sandales.
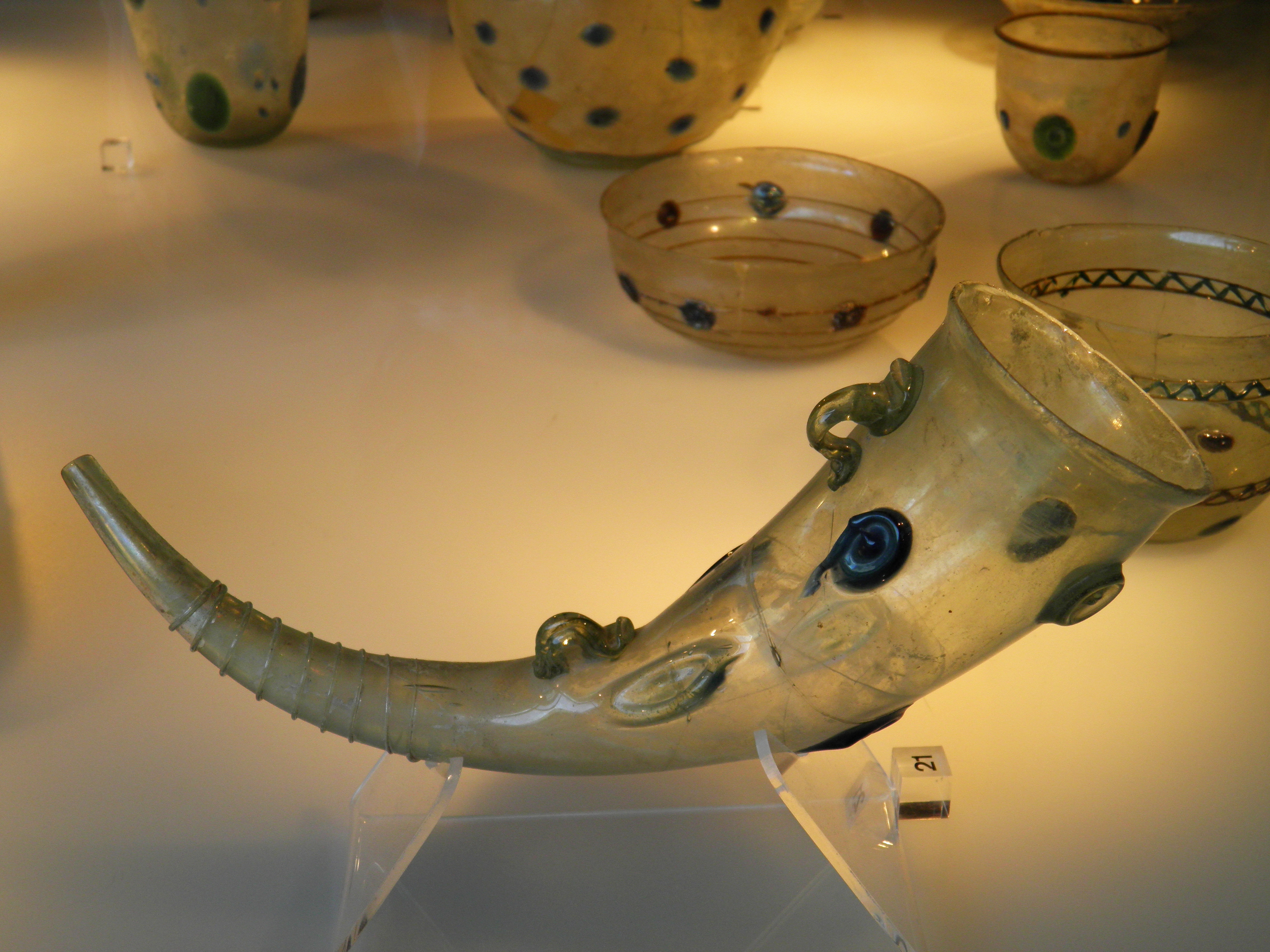
Verrerie romaine à motifs tachetés, typique de Cologne.
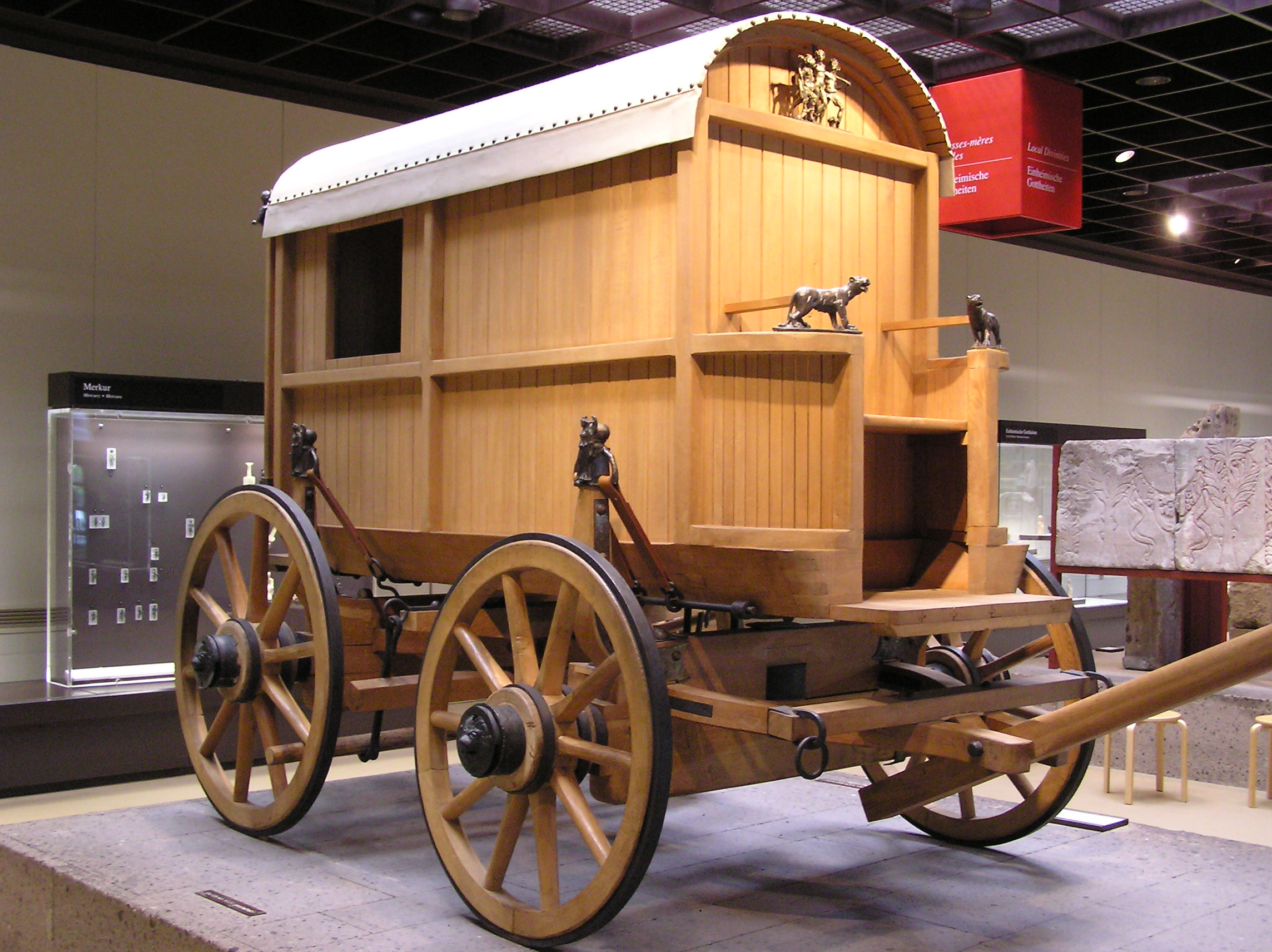
Réplique d'une voiture de voyage romaine.
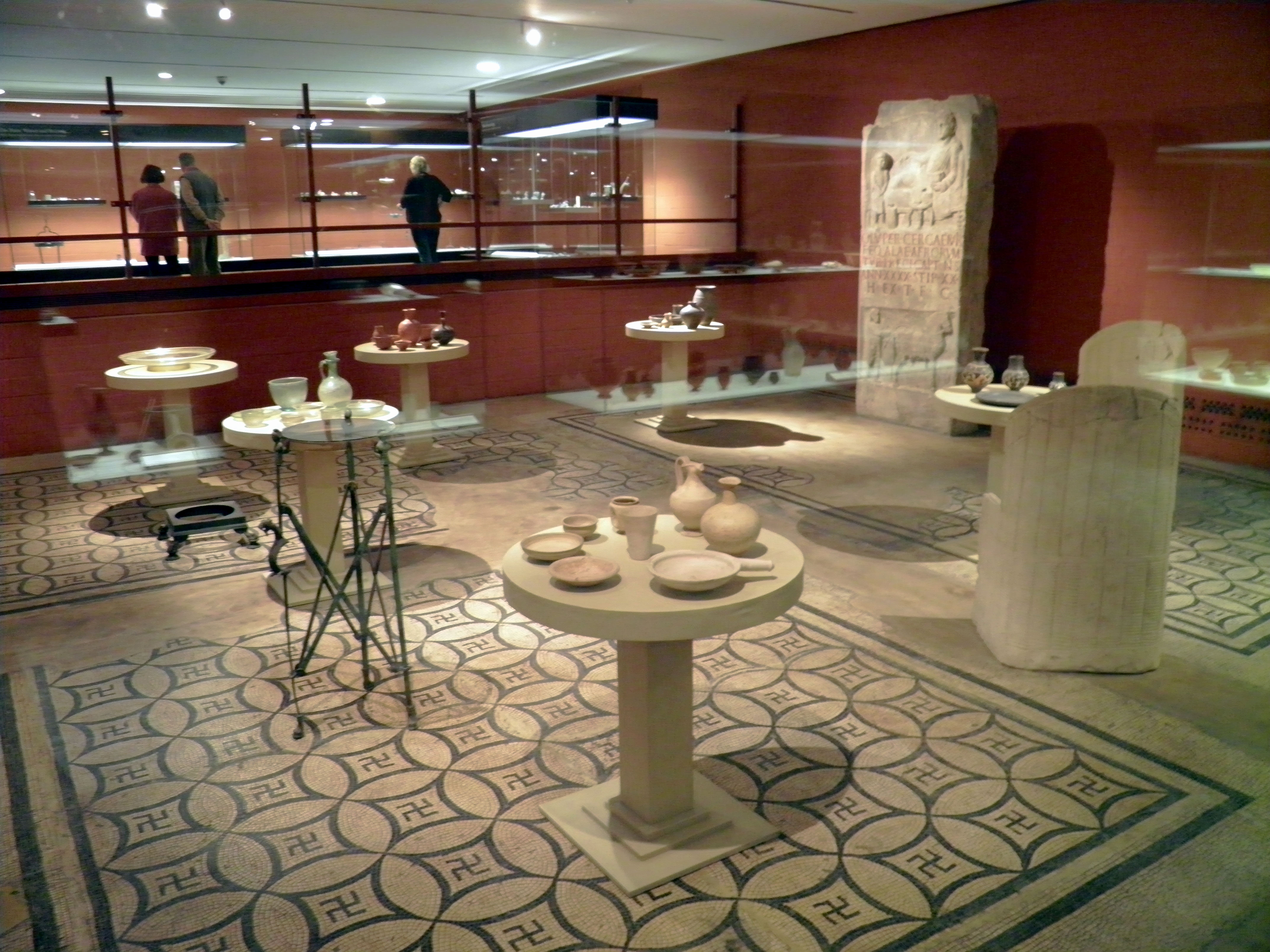
Sol en mosaïque.
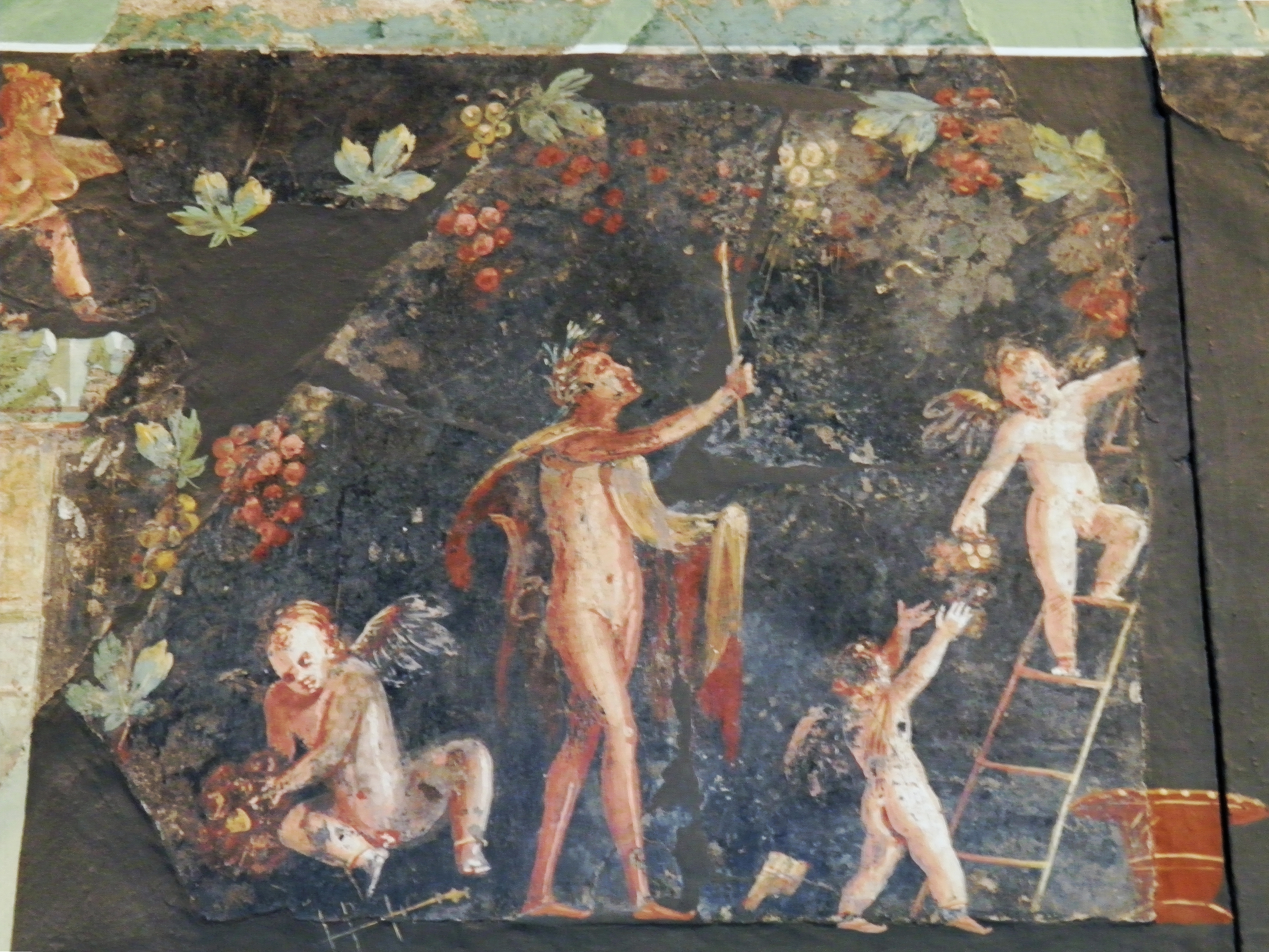
Peinture murale avec des scènes dionysiaques.
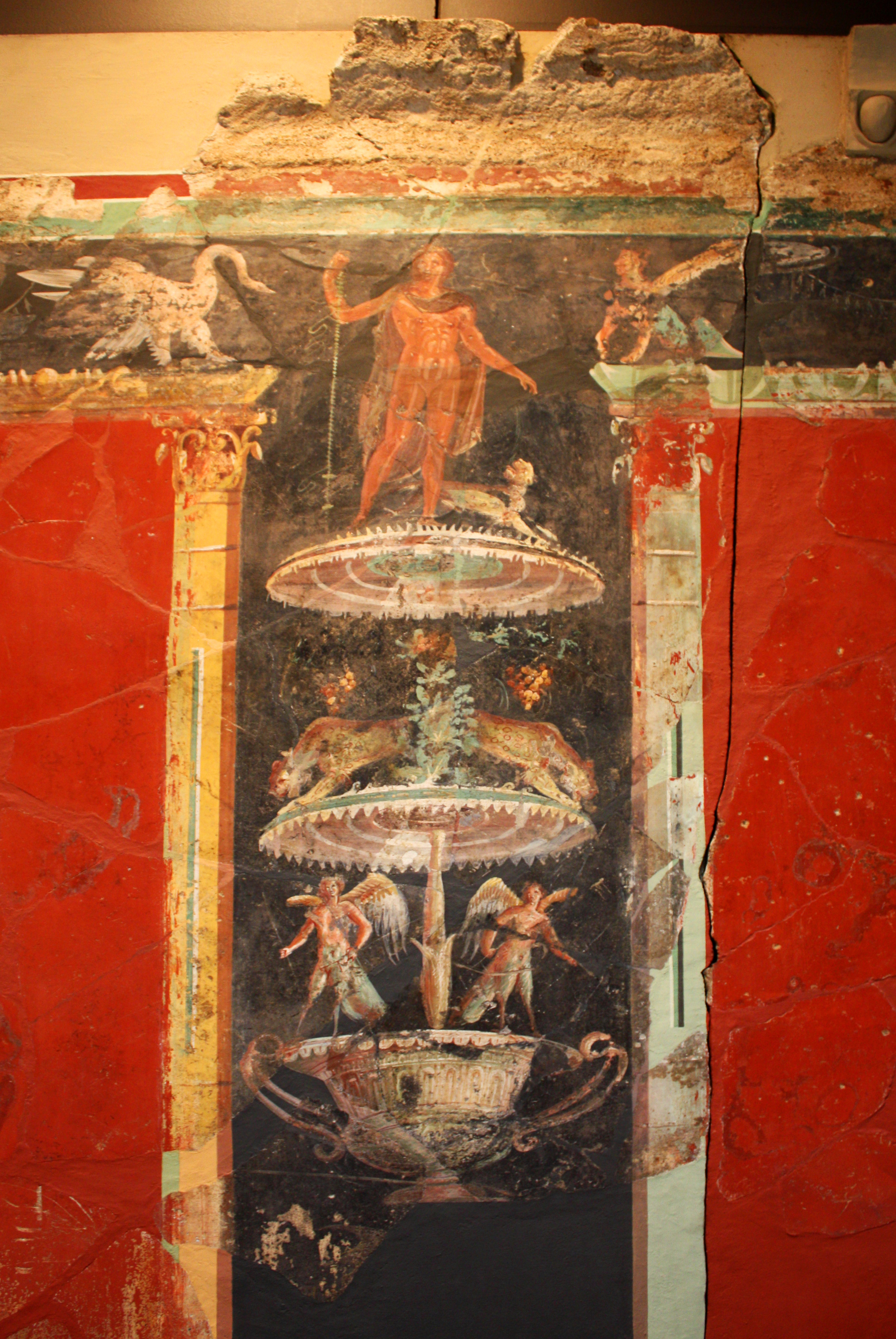
Peinture murale.
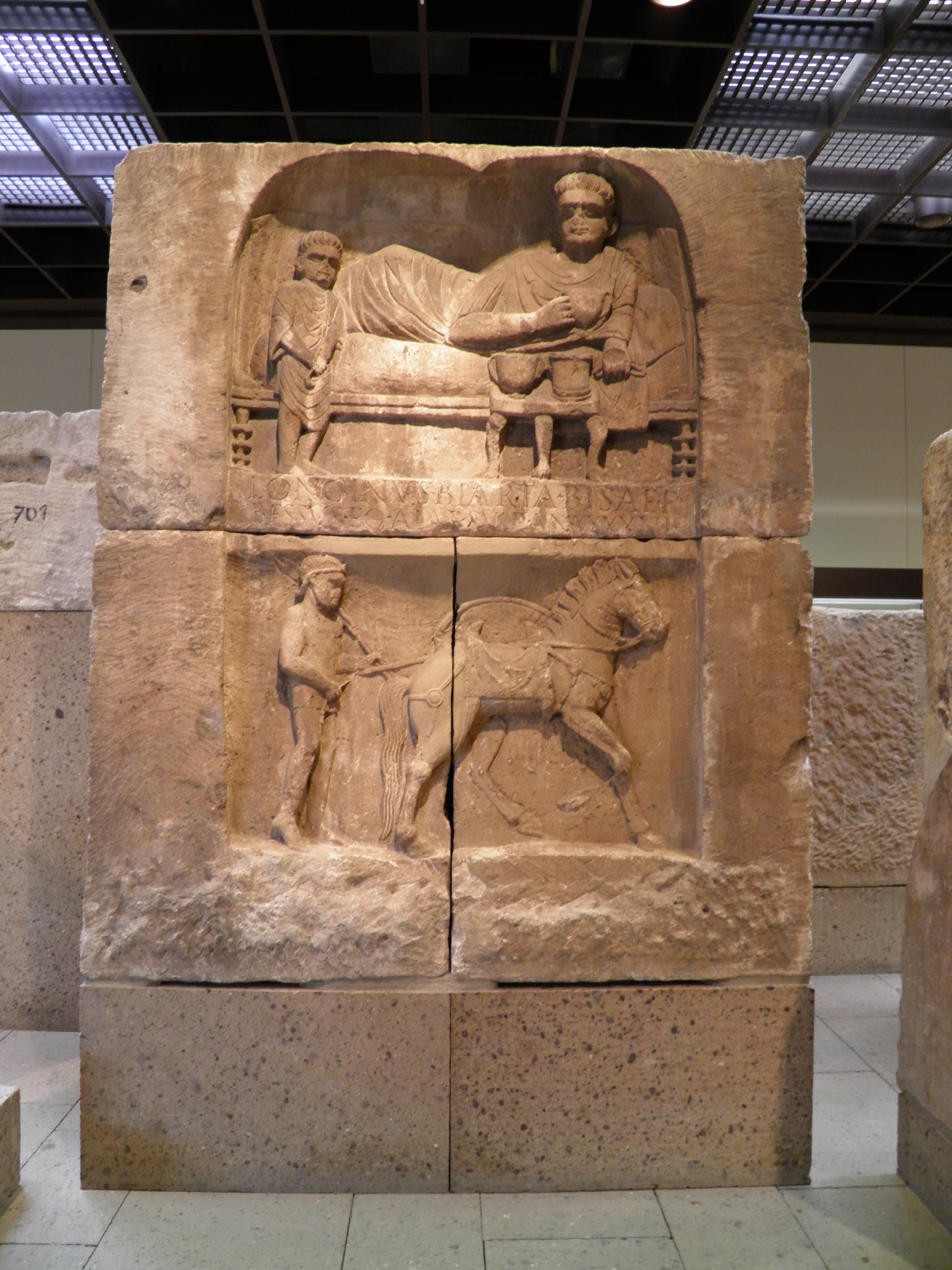
Pierre tombale du cavalier Longinus Biarta.
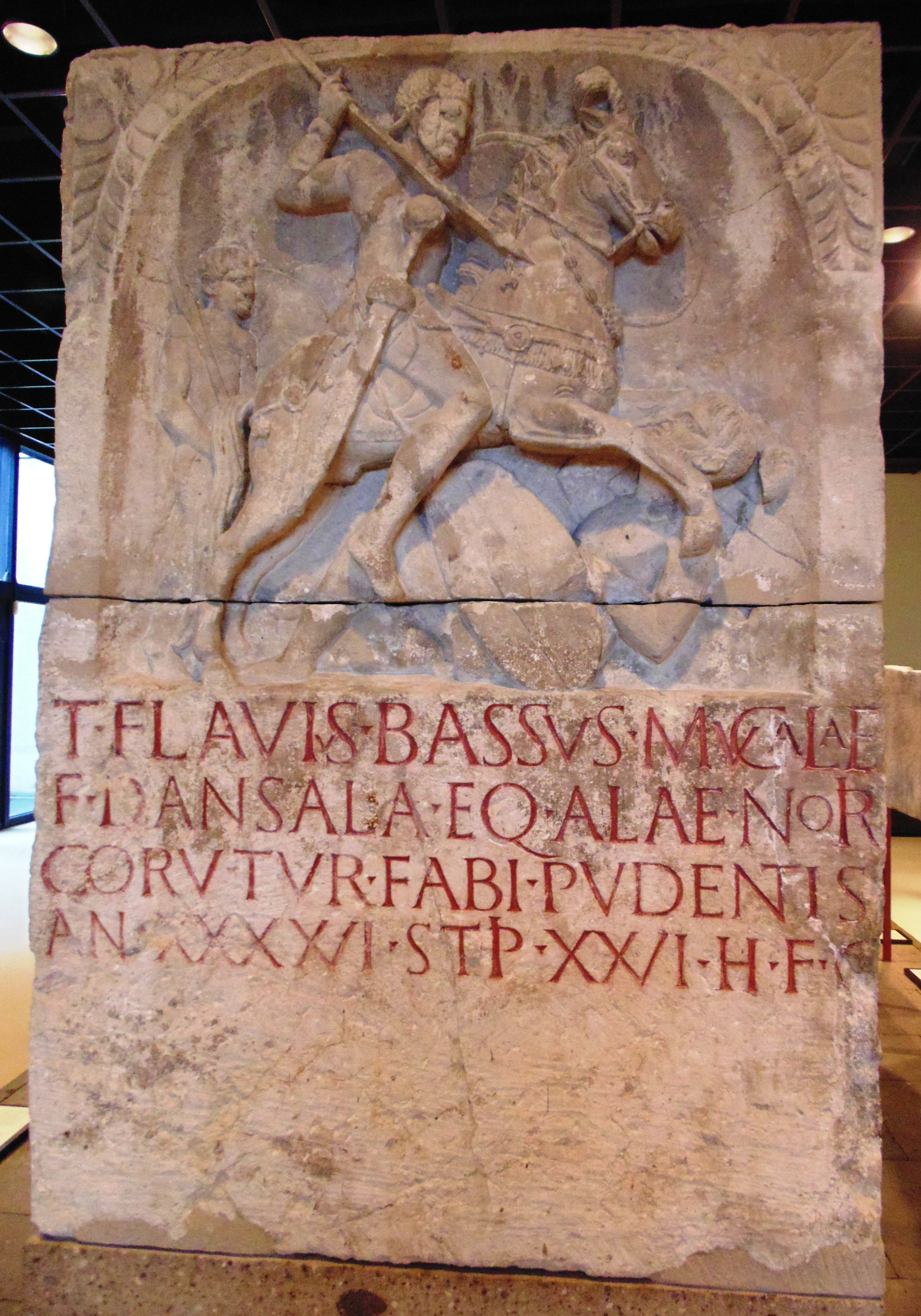
Tombeau du cavalier Flavius Bassus.
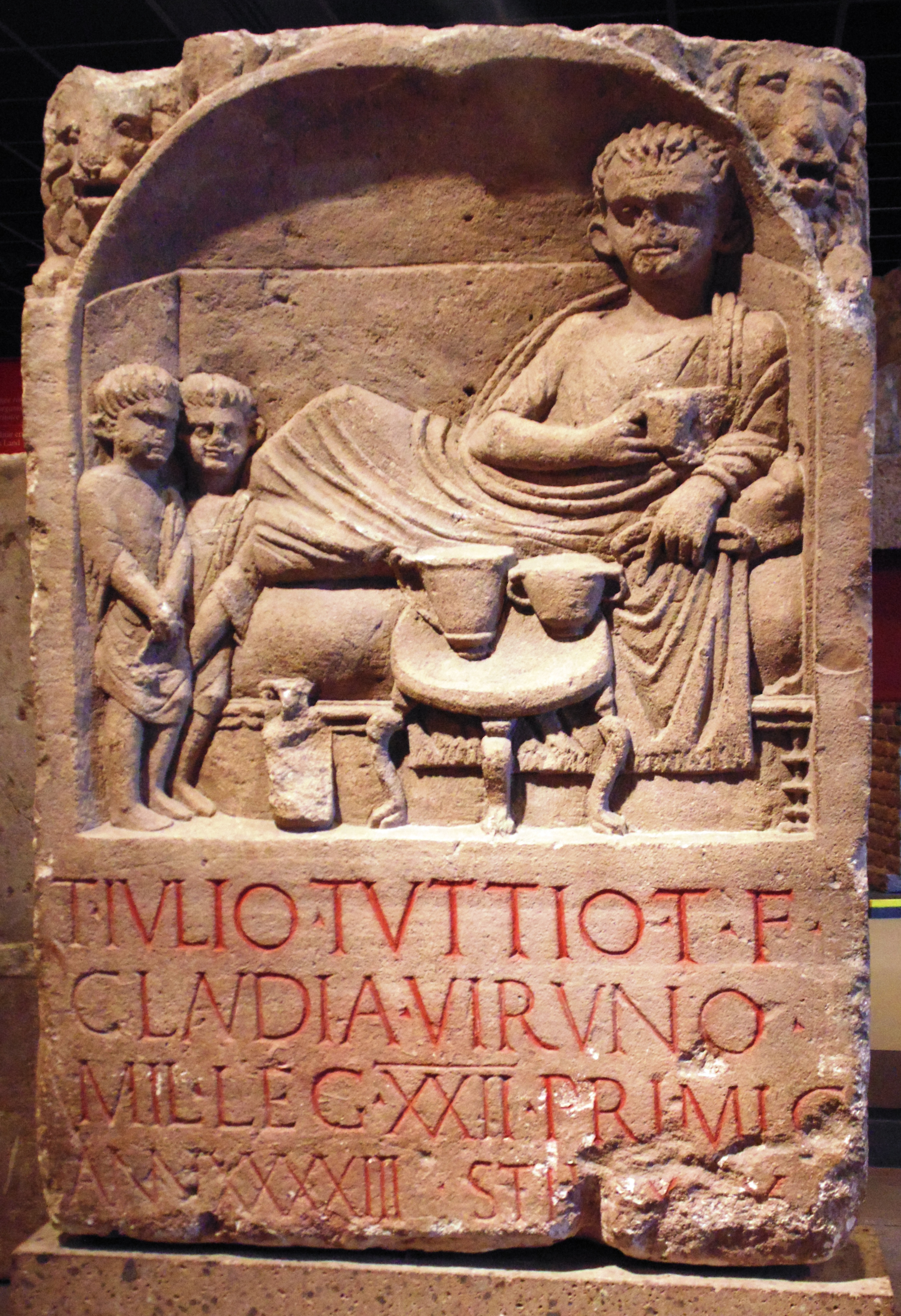
Pierre tombale de Titus Iulius Tuttius.
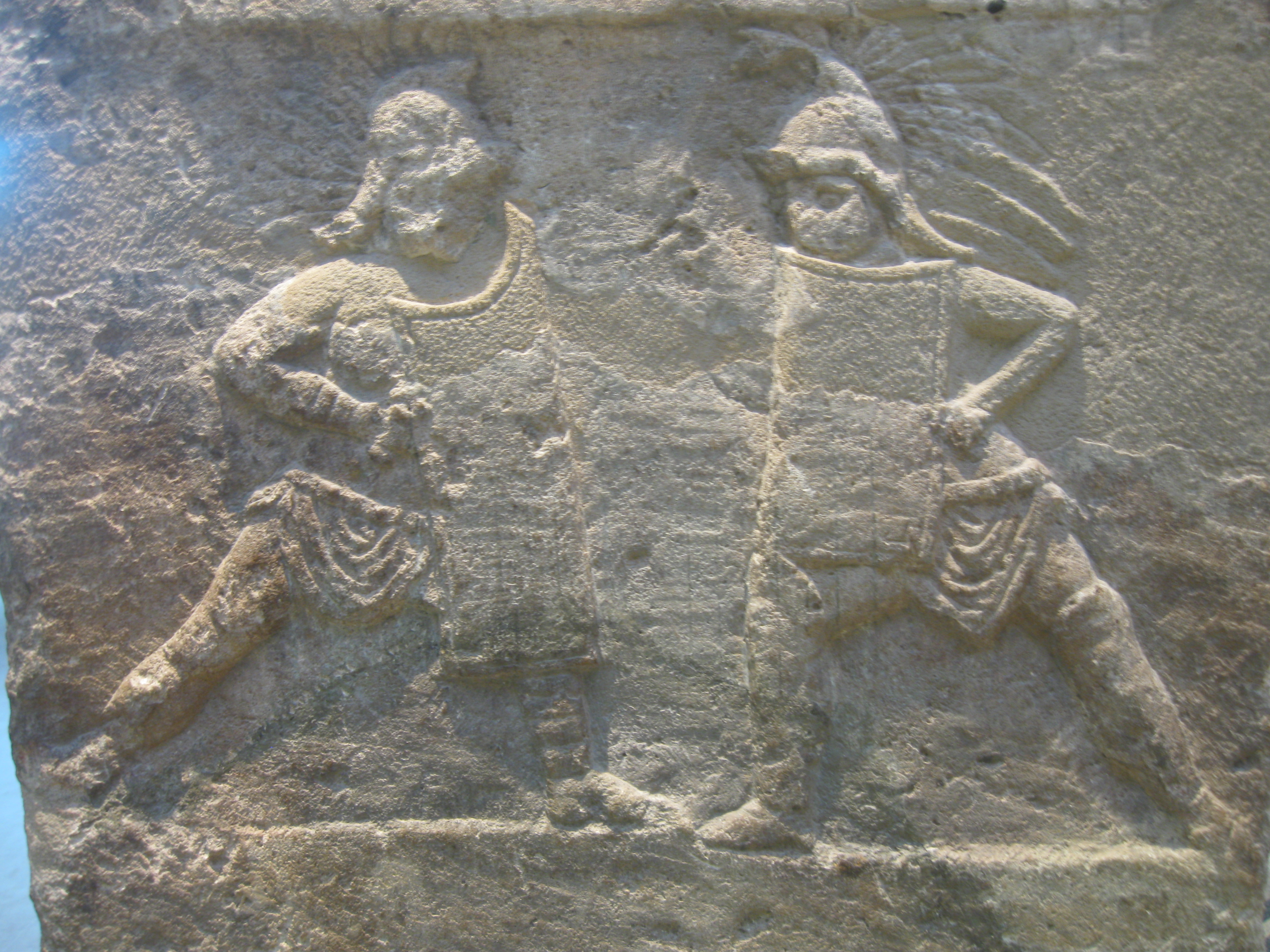
Pierre tombale du gladiateur Aquilus (1ère moitié du 1er siècle).
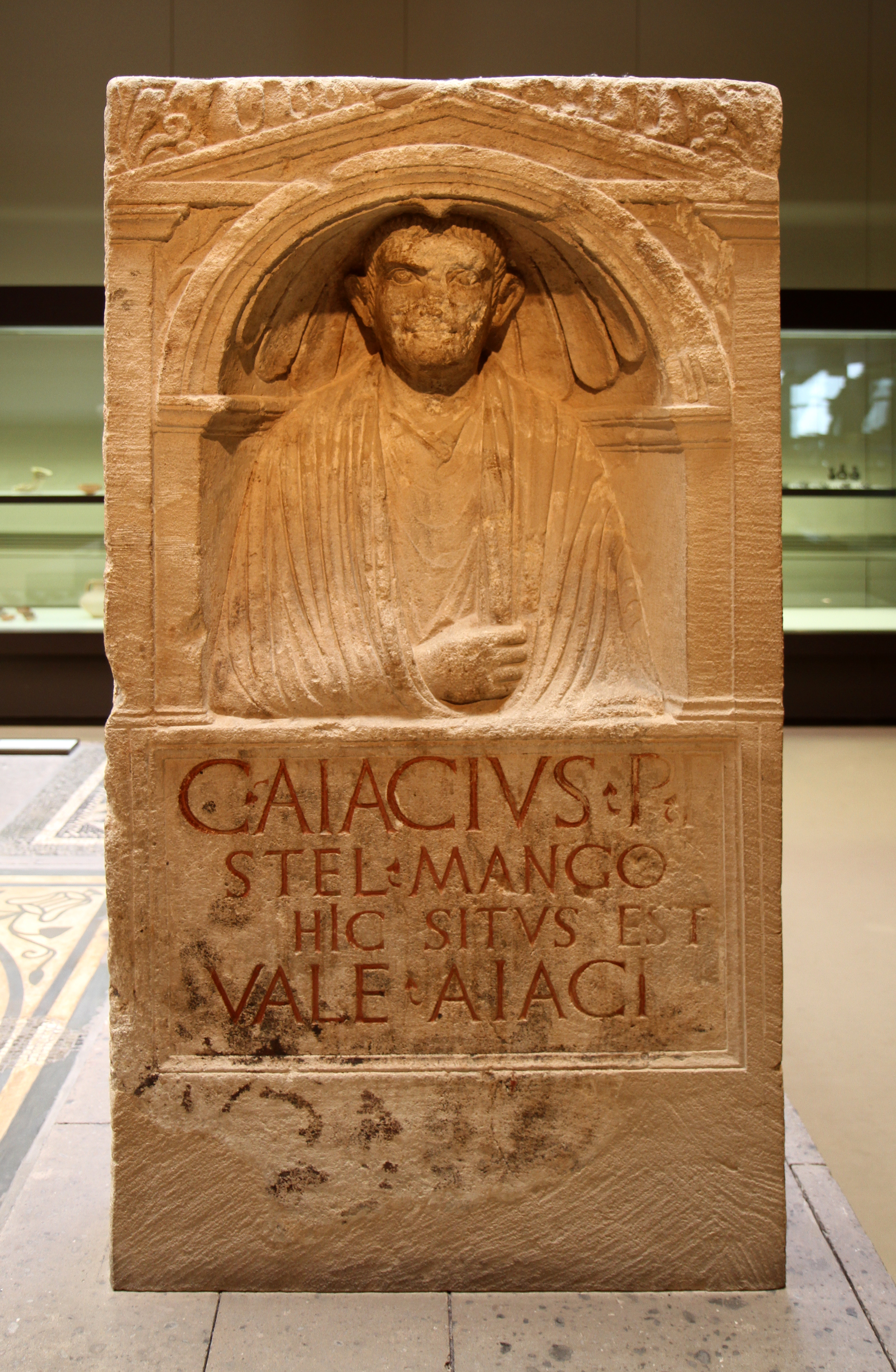
Pierre tombale du marchand d'esclaves Caius Aiacius.
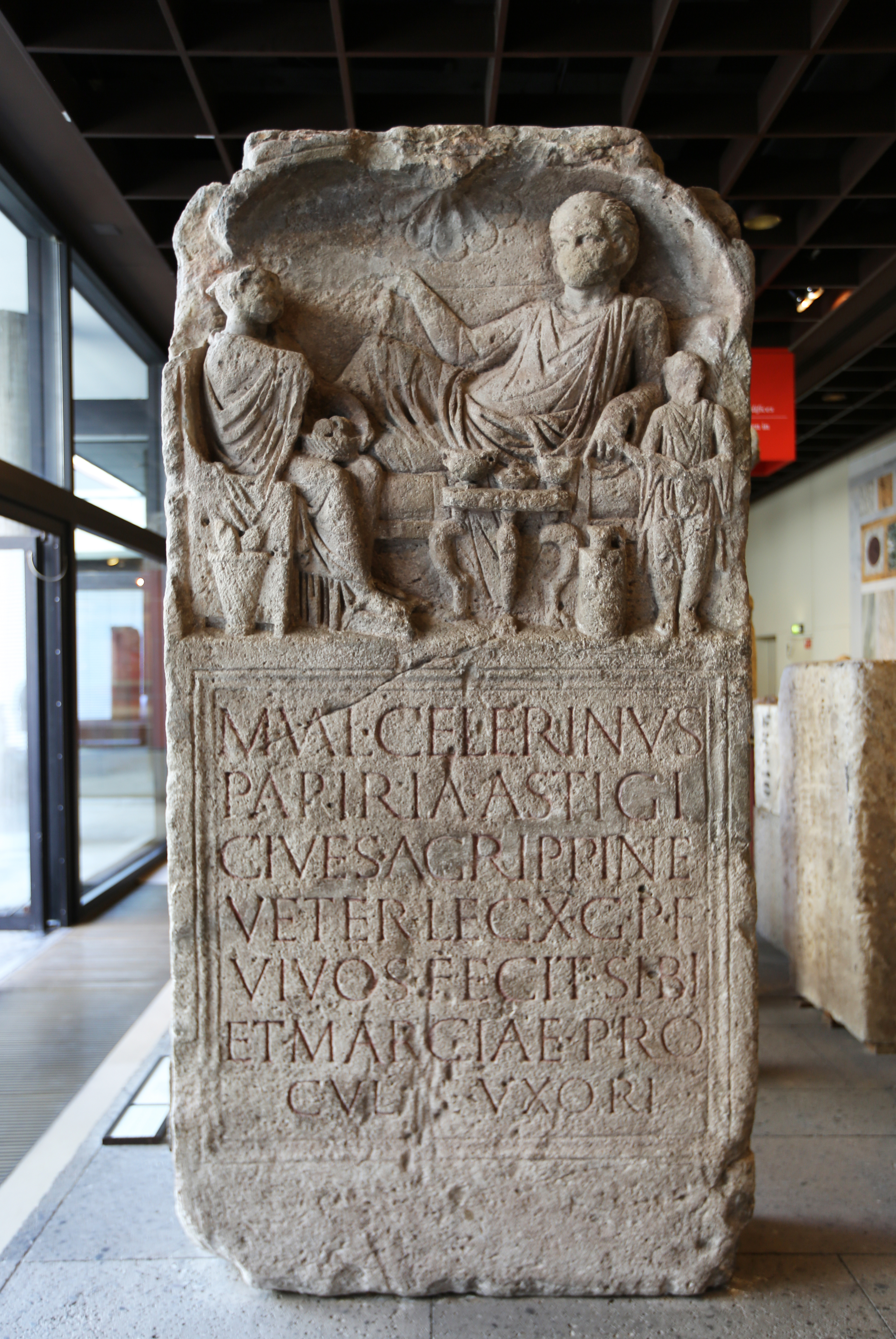
Pierre tombale du vétéran Marcus Valerius Celerinus et de son épouse Marcia Procula.
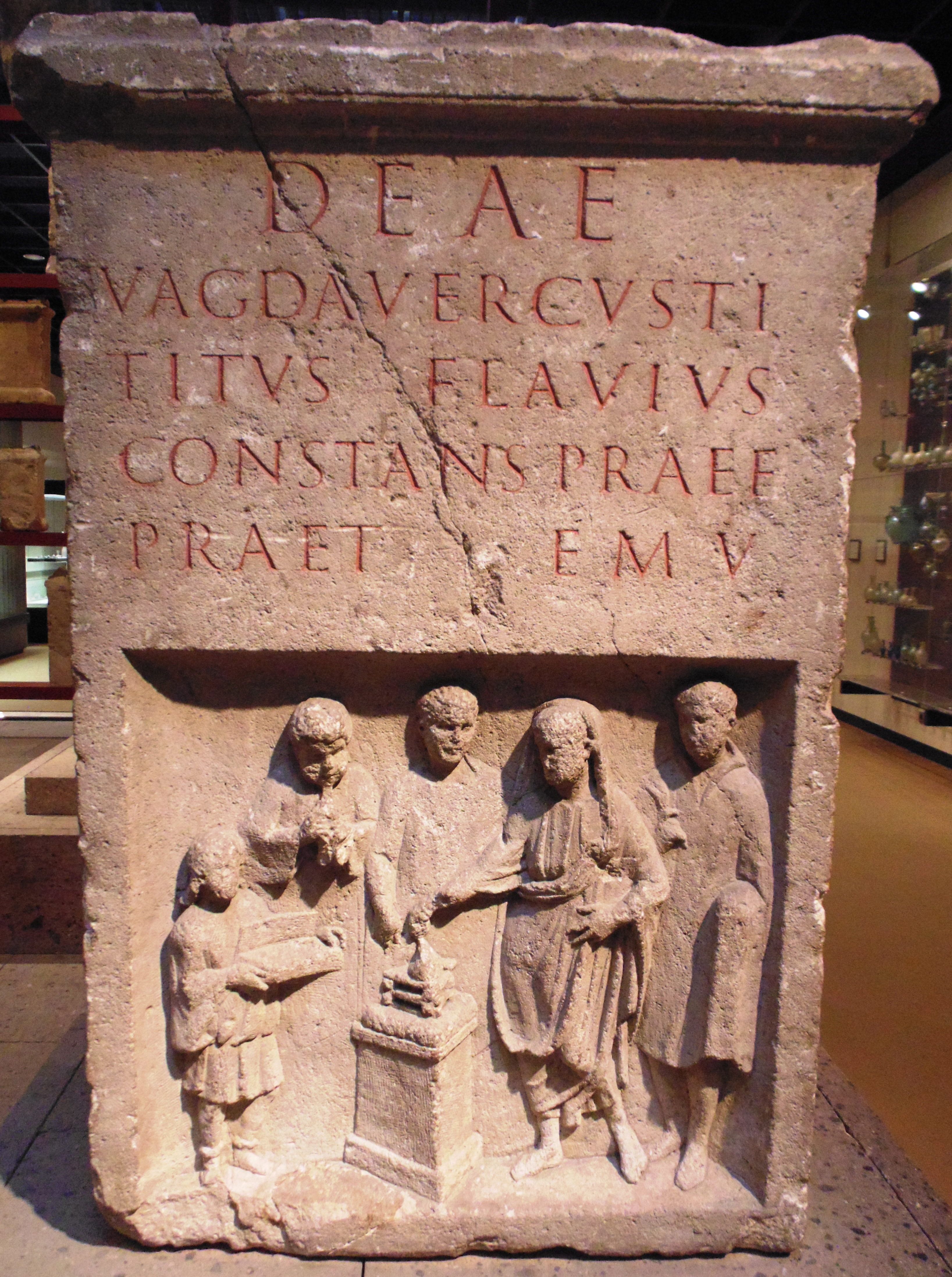
Autel de consécration de Titus Flavius Constans (préfet de la garde prétorienne) en 165 après J.-C.
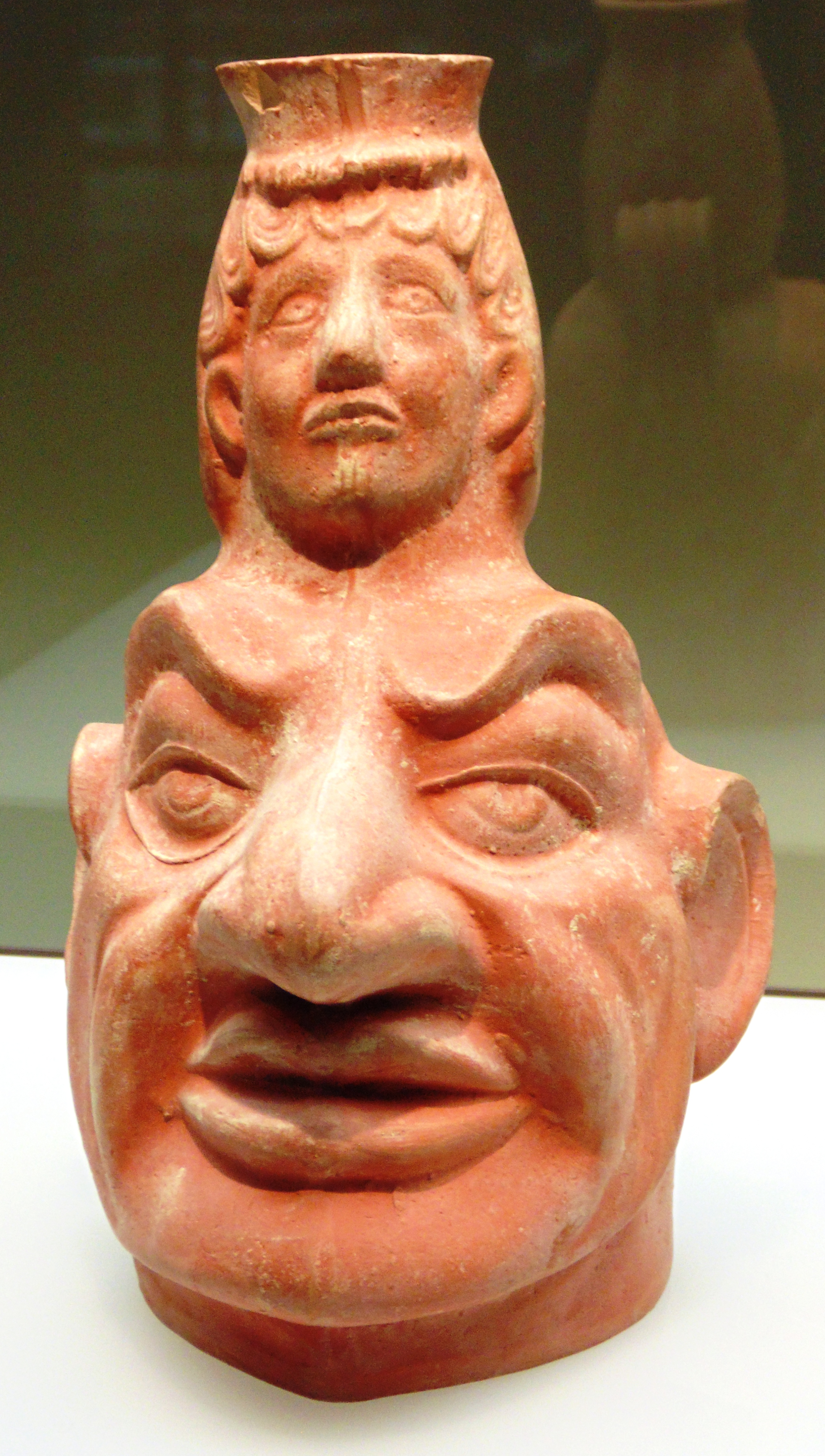
Poterie romaine.
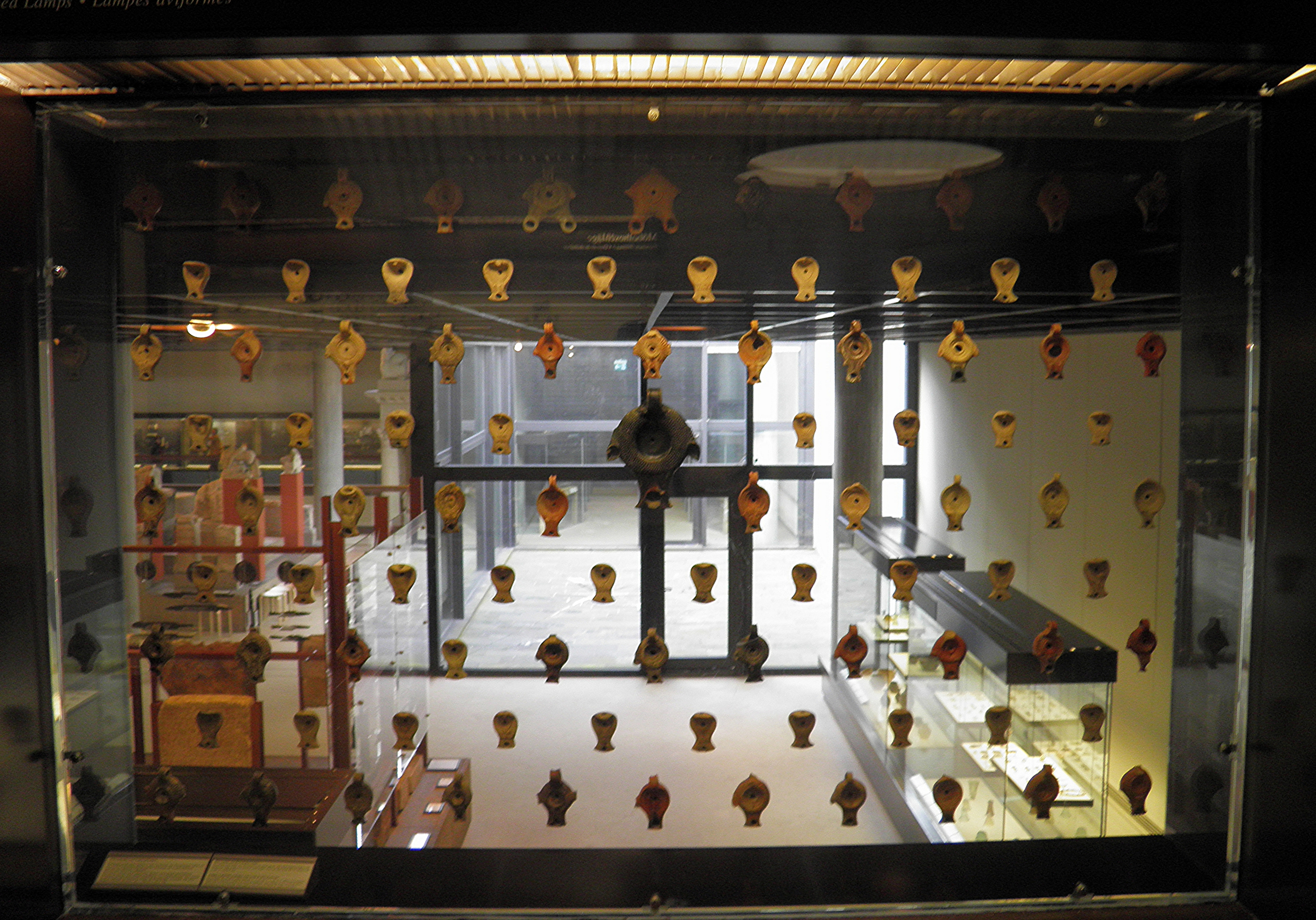
Lampes à huile.
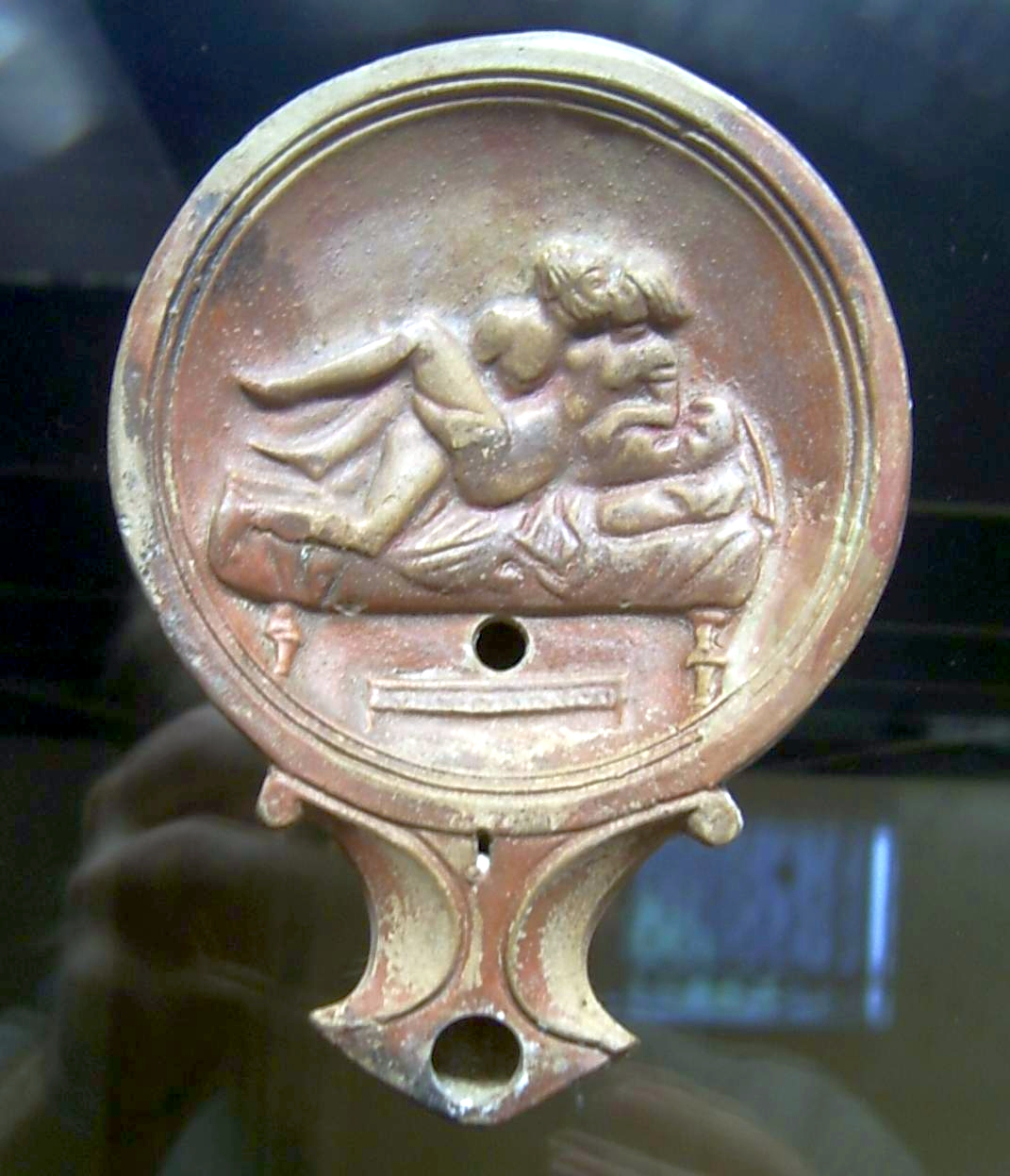
Lampe à huile érotique.

#### La villa et la mosaïque

Mosaïque de Dionysos
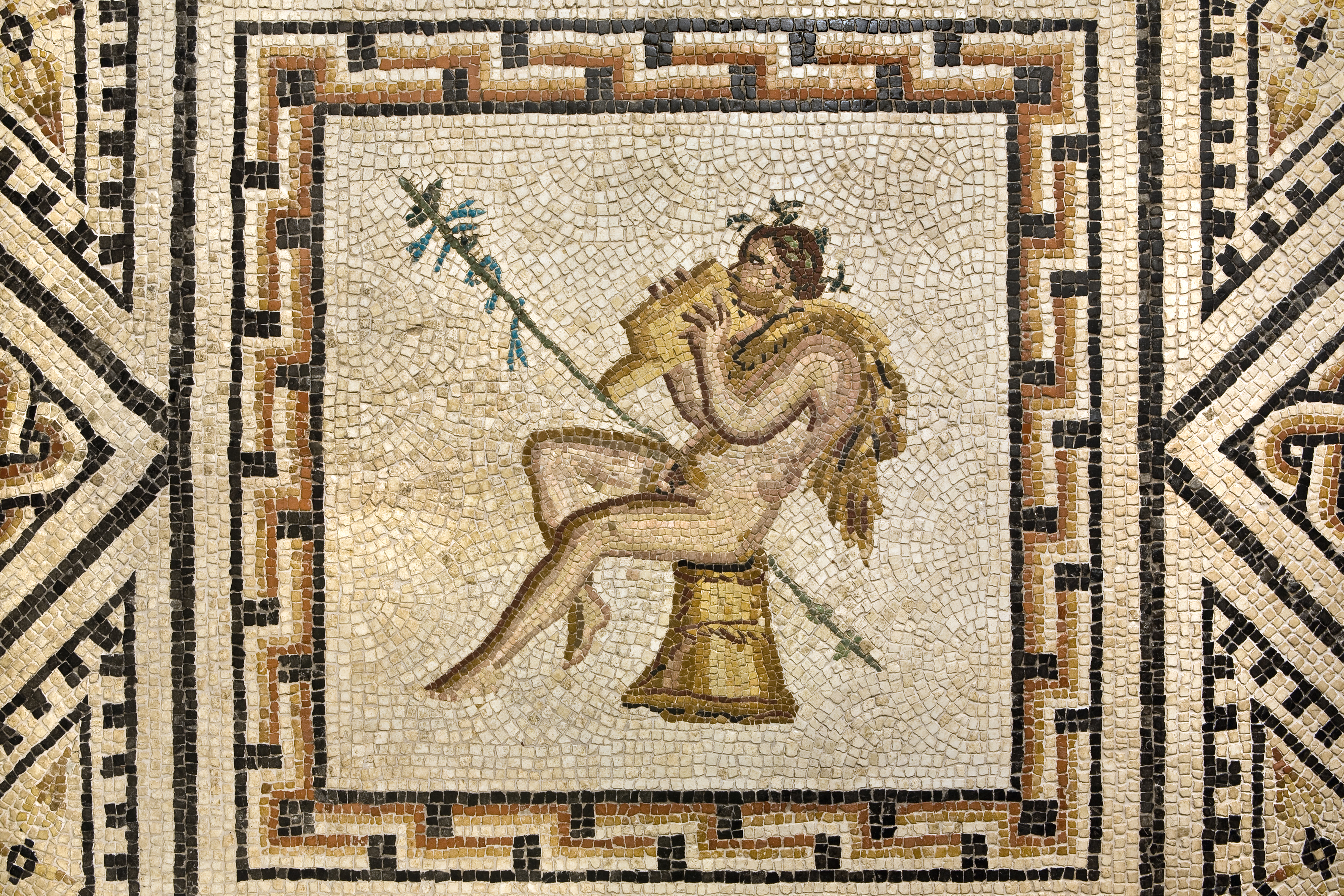
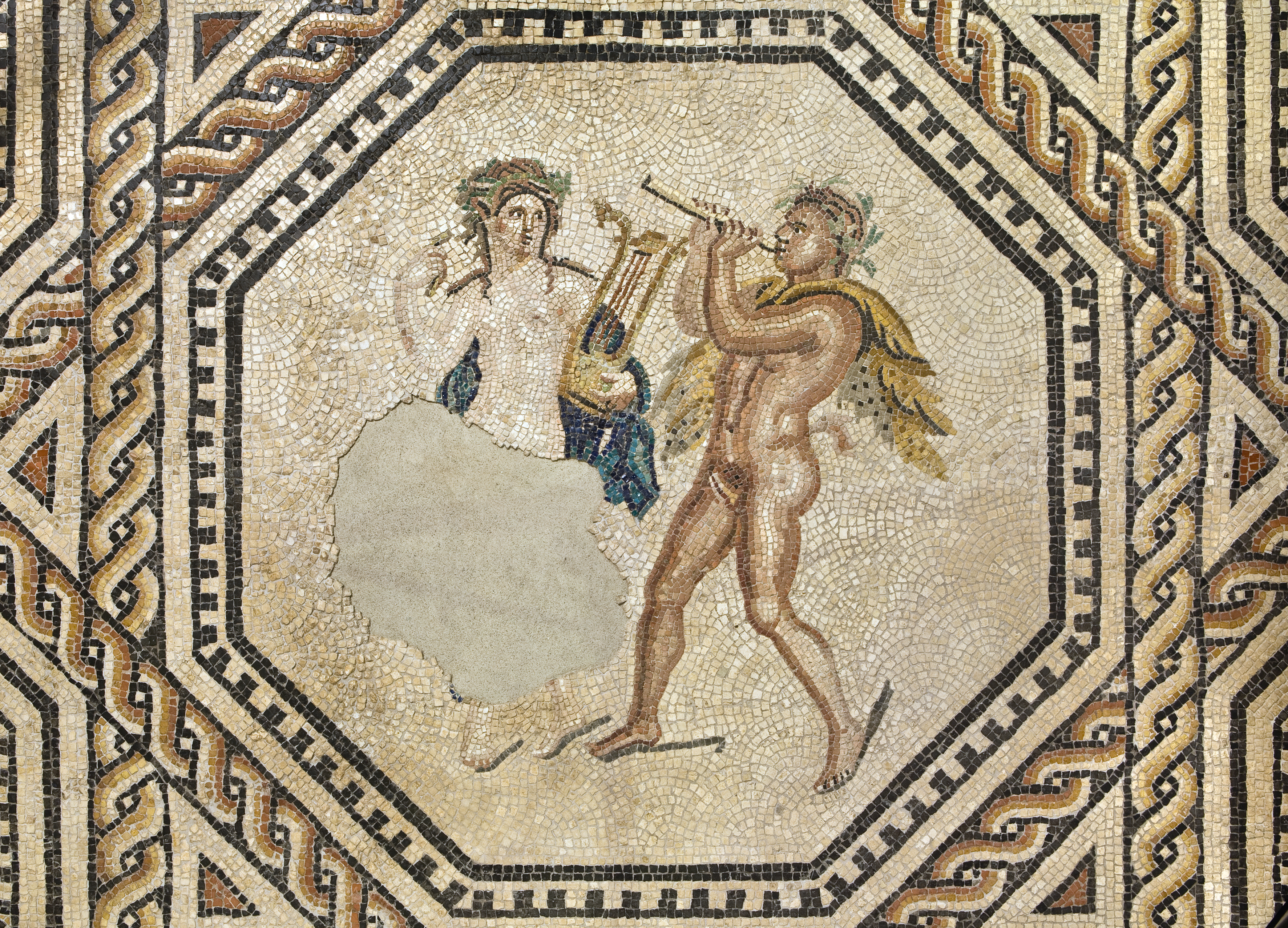
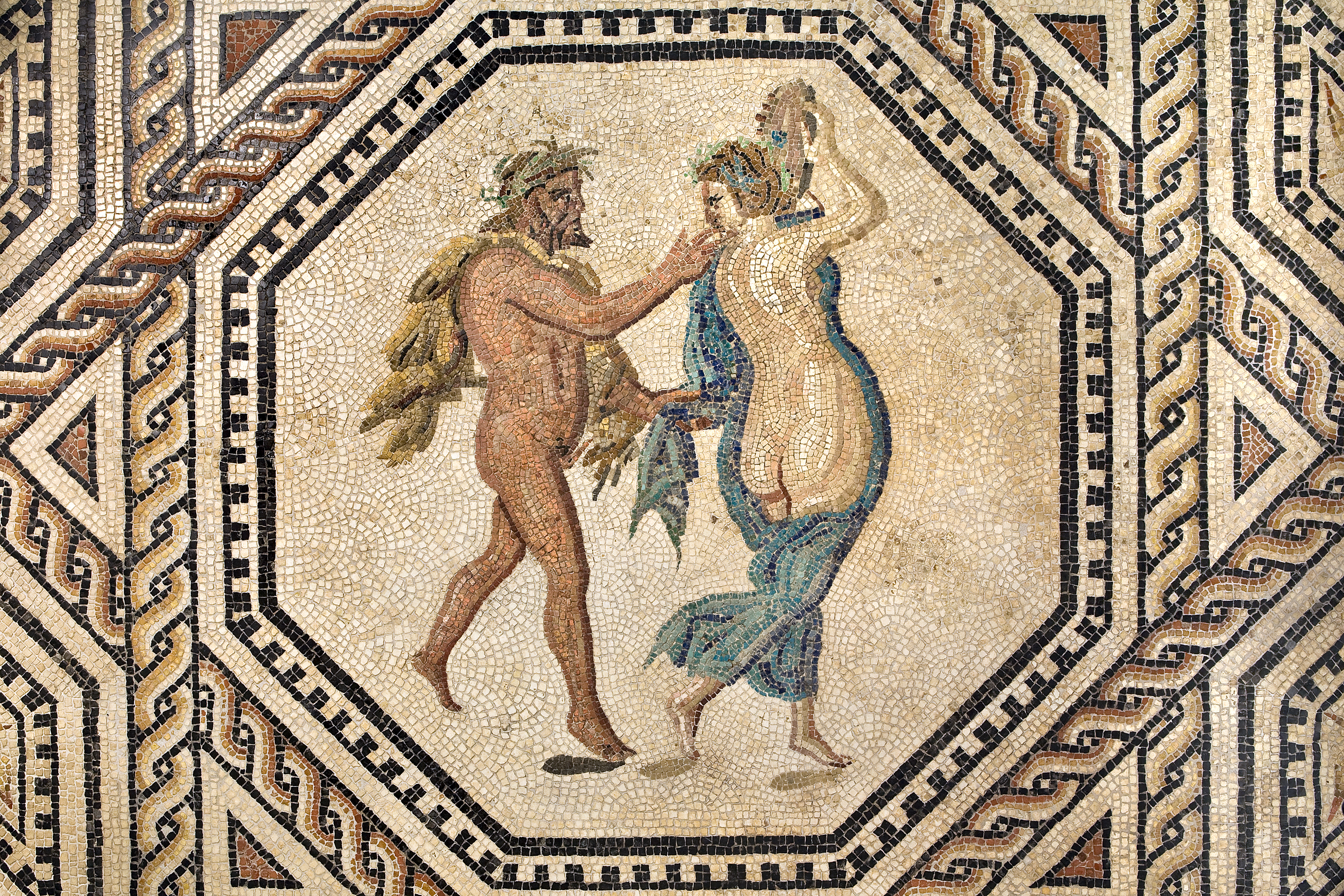
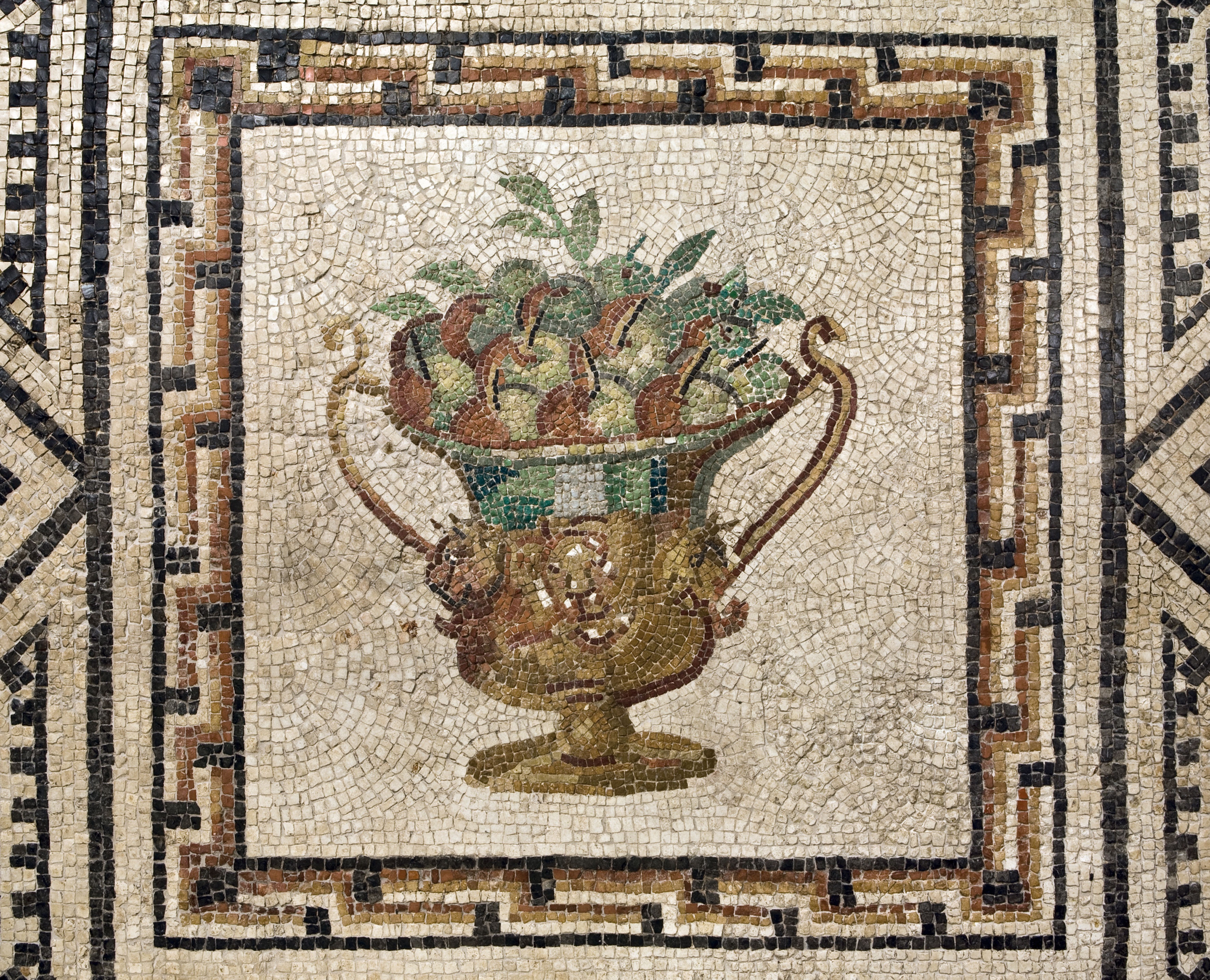
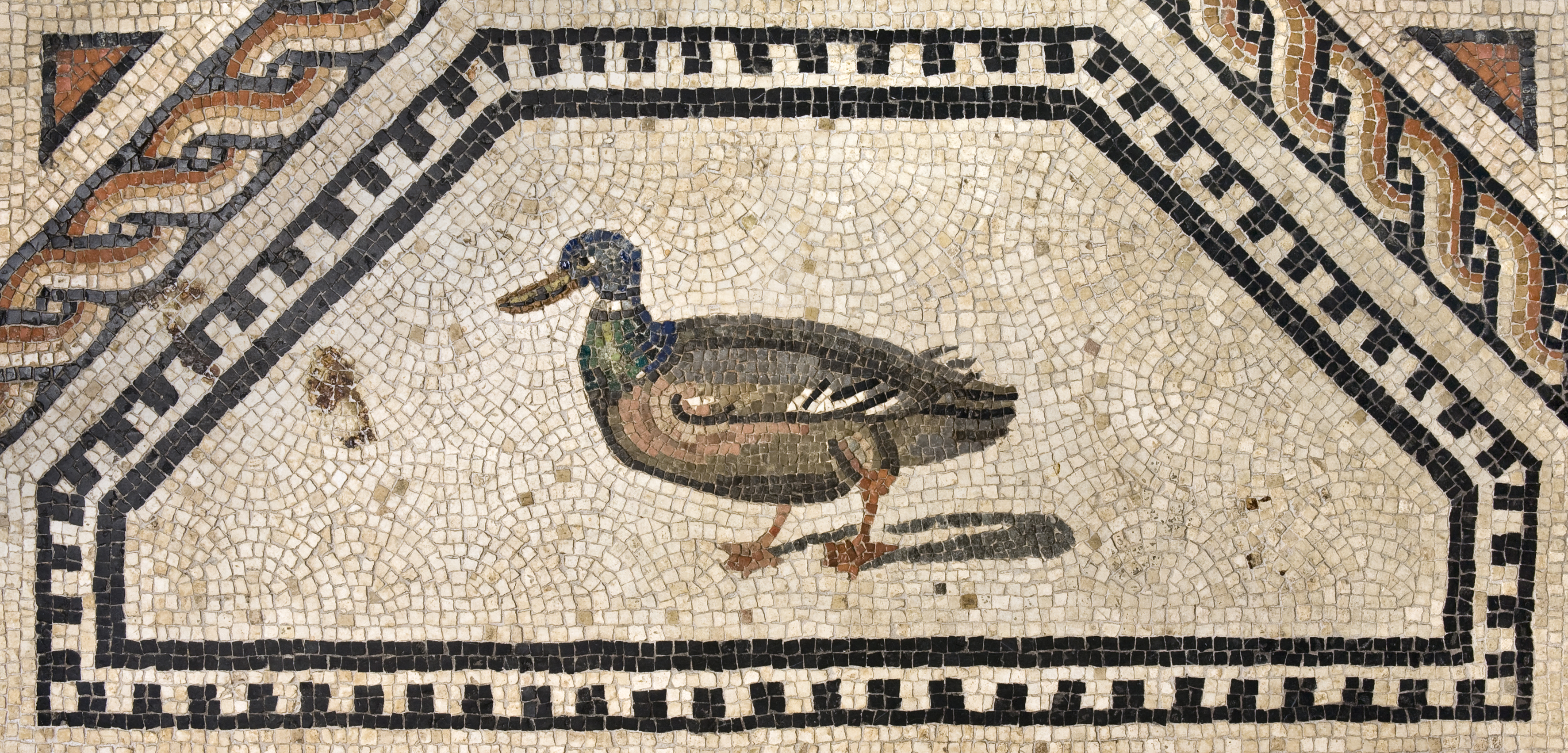
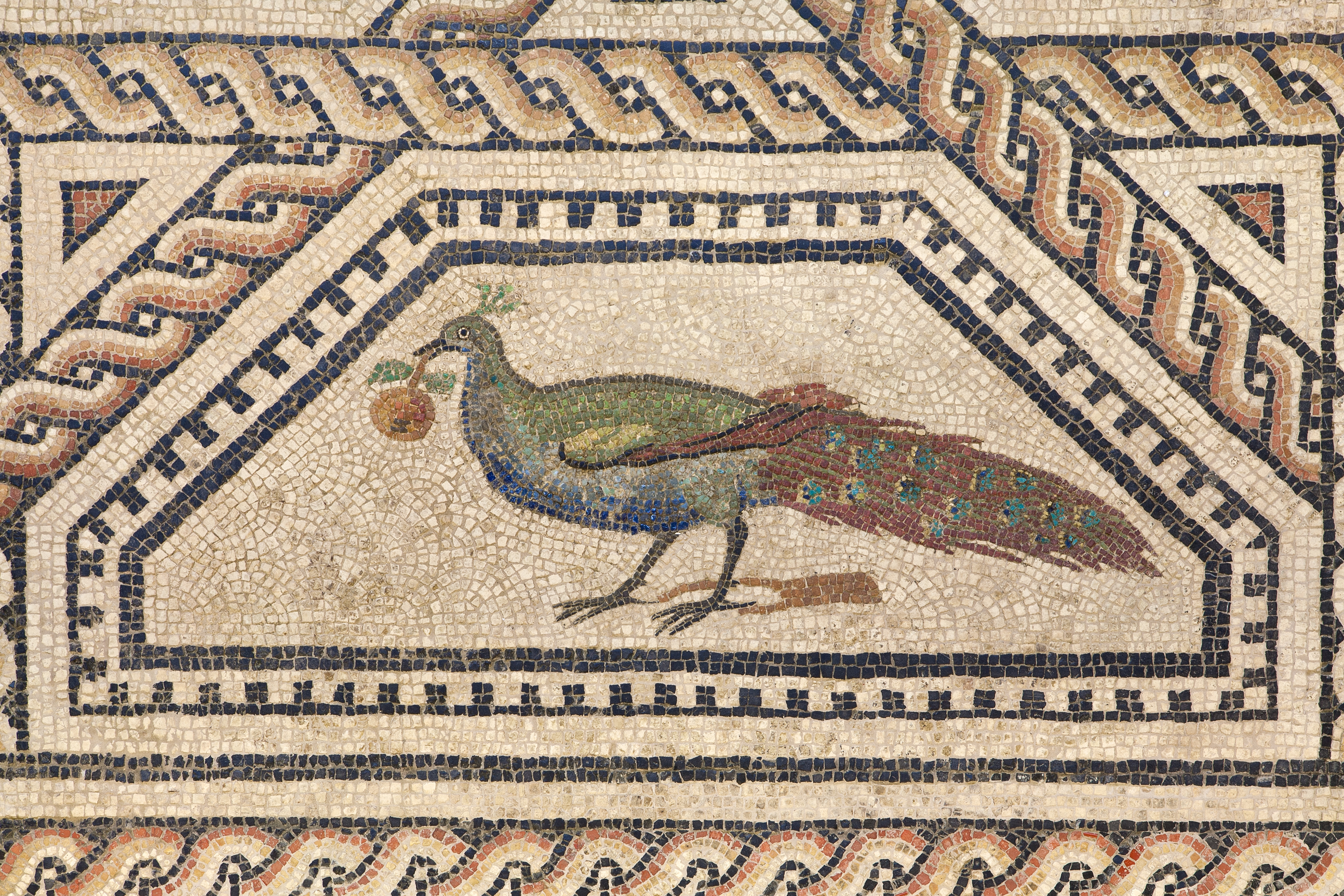

Le sol est couvert de la mosaïque de Dionysos dieu grec de la vigne, du vin, restaurée. Celle-ci ne pouvant être transportée aisément, les architectes Klaus Renner et Heinz Röcke ont dessiné le musée autour de la mosaïque, qui date de 220-230. Les allées et agencements intérieurs du musée reproduisent le plan de l'ancienne villa.

#### Tombeau de Poblicius

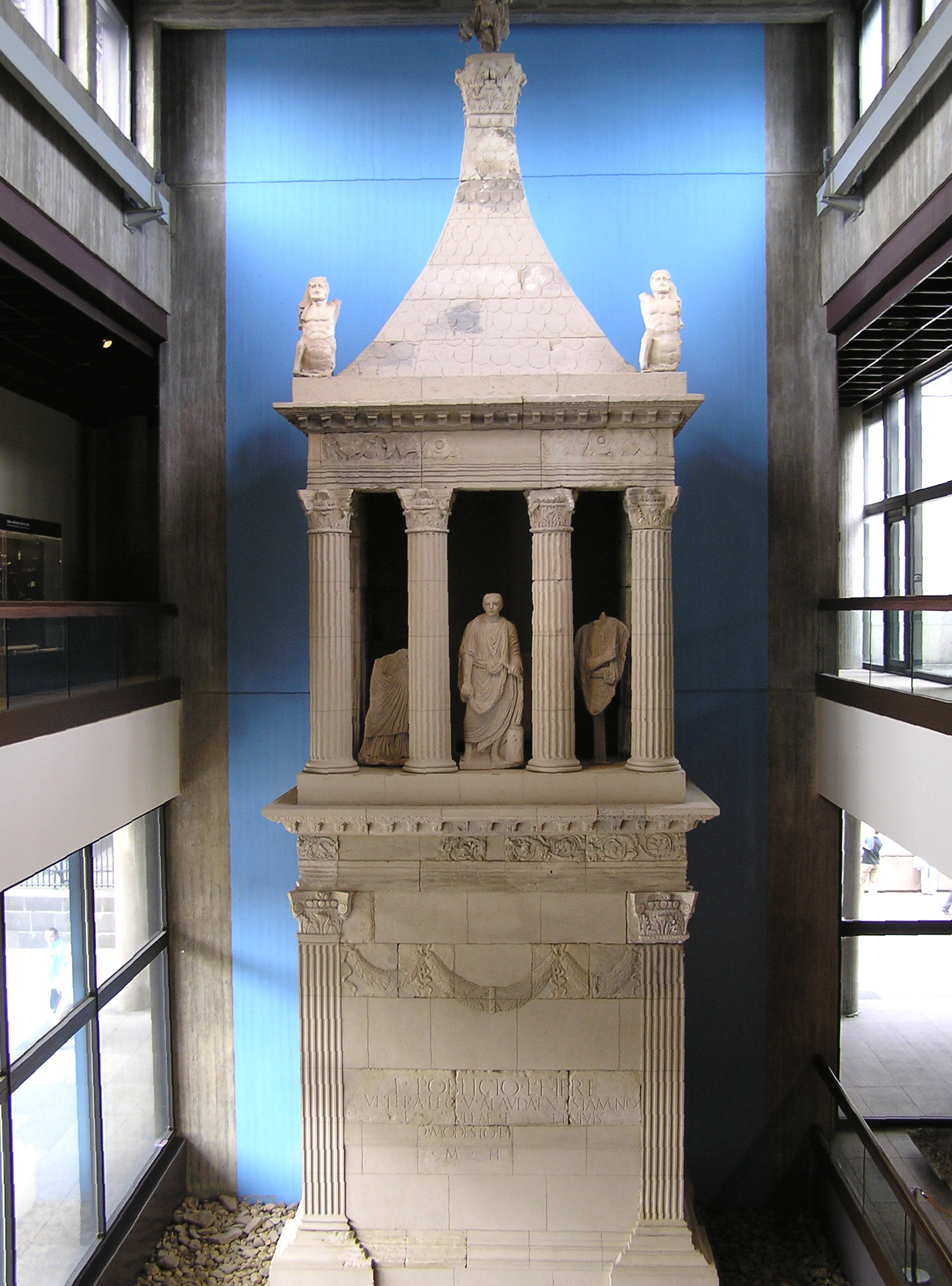
Tombeau de Poblicius, vers 40.

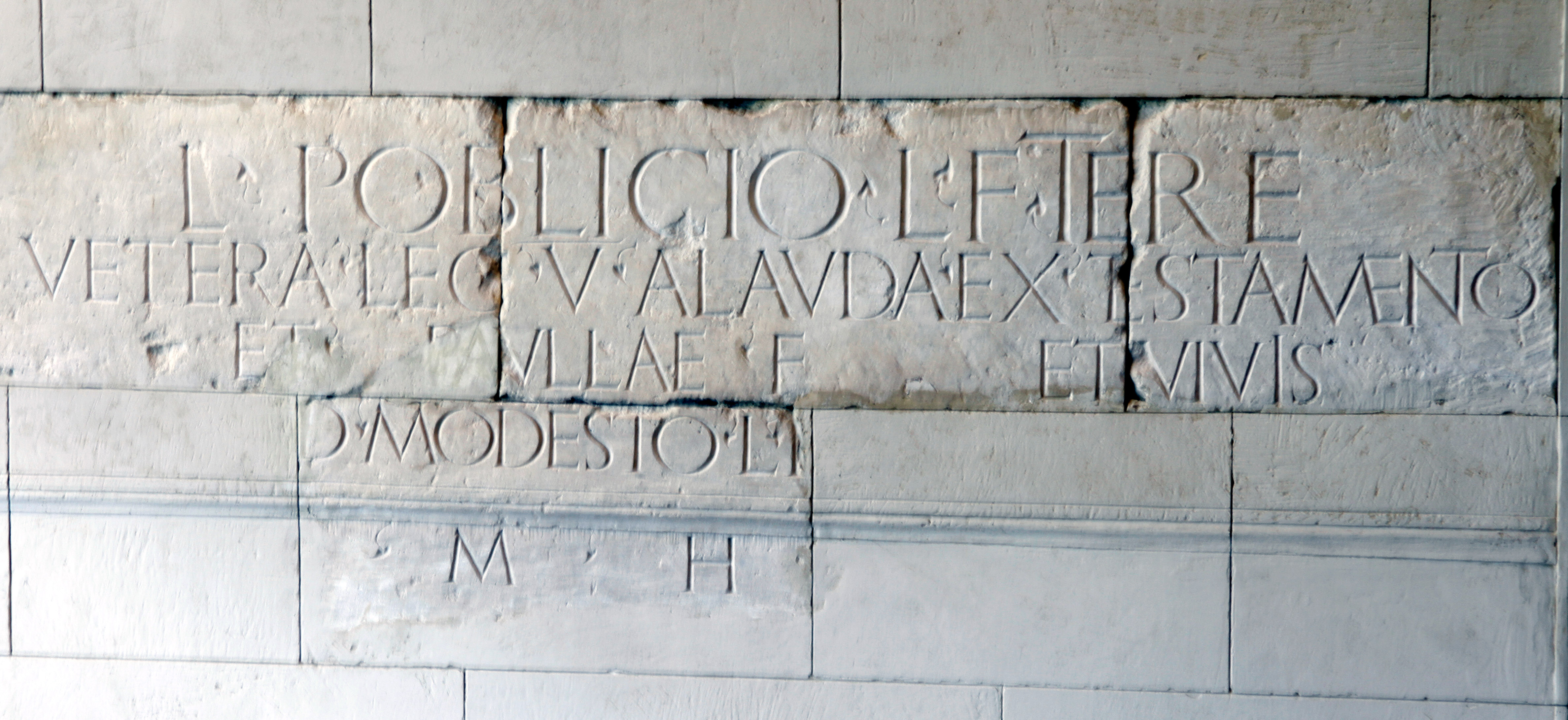
Inscription du tombeau de Poblicius

Le tombeau monumental du légionnaire Poblicius (autour de 40) a été reconstitué dans la salle principale. Ce tombeau de 15 m de haut a été découvert en 1965 près de Cologne.
Le soubassement porte une inscription :
L(ucio) Poblicio L(uci) f(ilio) Tere(tina)
vetera(no) leg(ionis) V alauda(e) ex testamento
et P[a]ullae f(iliae) et vivis
[--- coniugi]
[et L(ucio) Poblicio --- filio]
[et libertis]
[L(ucio) Poblici]o Modesto L(ucio) P[oblicio ---]
h(oc) m(onumentum) h(eredem) [n(on) s(equetur)]
« À Lucius Poblicius, fils de Lucius, de la tribu Teretina, vétéran de la Ve légion Alauda, selon son testament, à sa fille Paulla, du vivant de...  et à sa femme..., et à Lucius Poblicius, à son fils et aux affranchis Lucius Poblicius Modestus et Lucius Poblicius ... Le monument n'ira pas à ses héritiers. »

#### Verrerie, objets
La collection de verrerie romaine est l'une des plus importantes du monde. Par exemple le canthare en verre bleu de Cologne.
Le musée présente aussi des objets de la vie quotidienne d'époque romaine, quelques portraits, dont celui de l'empereur Auguste et de sa femme Livie, des inscriptions, diverses céramiques, ainsi que des bijoux du Moyen Âge.

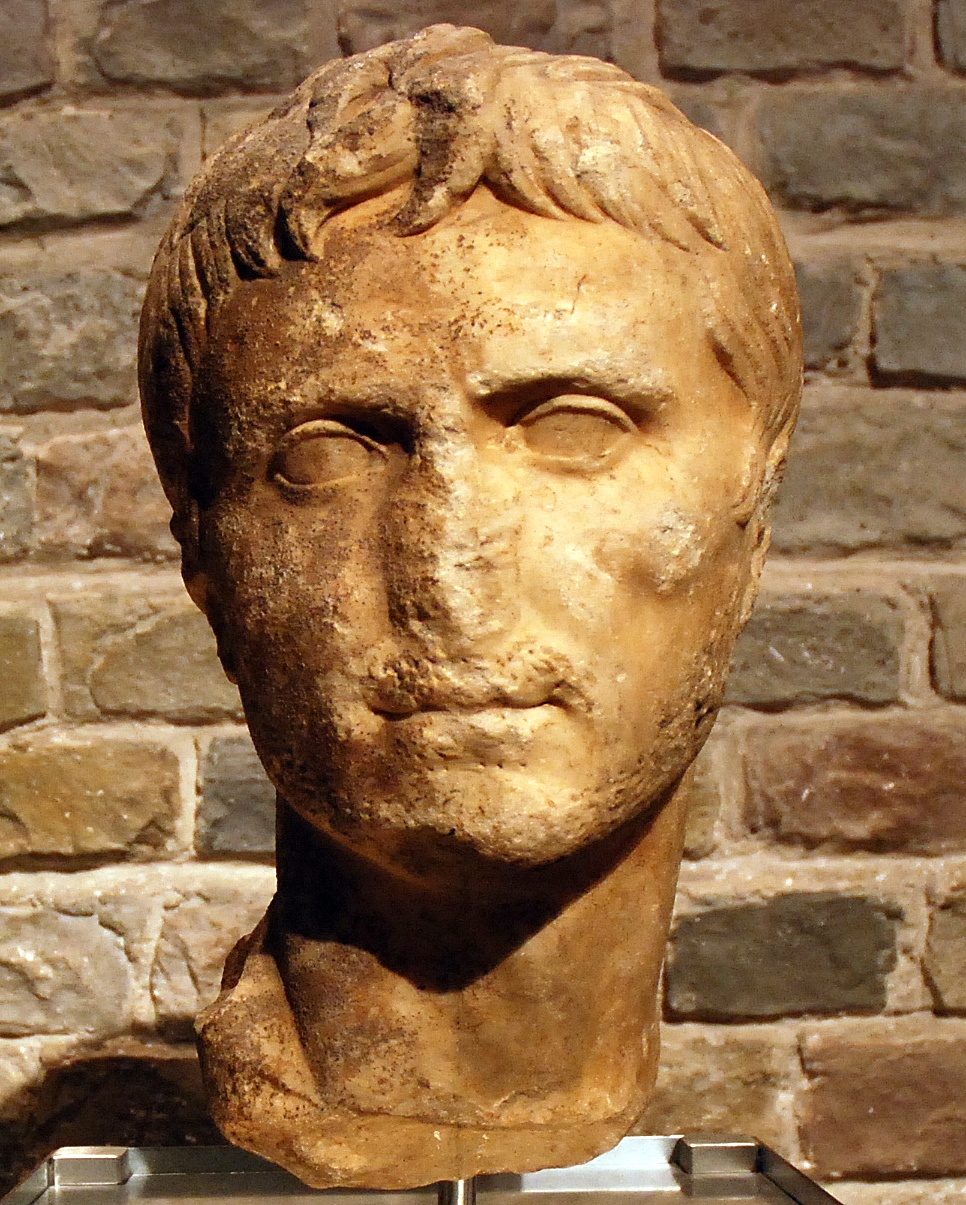
Portrait de l'empereur Auguste
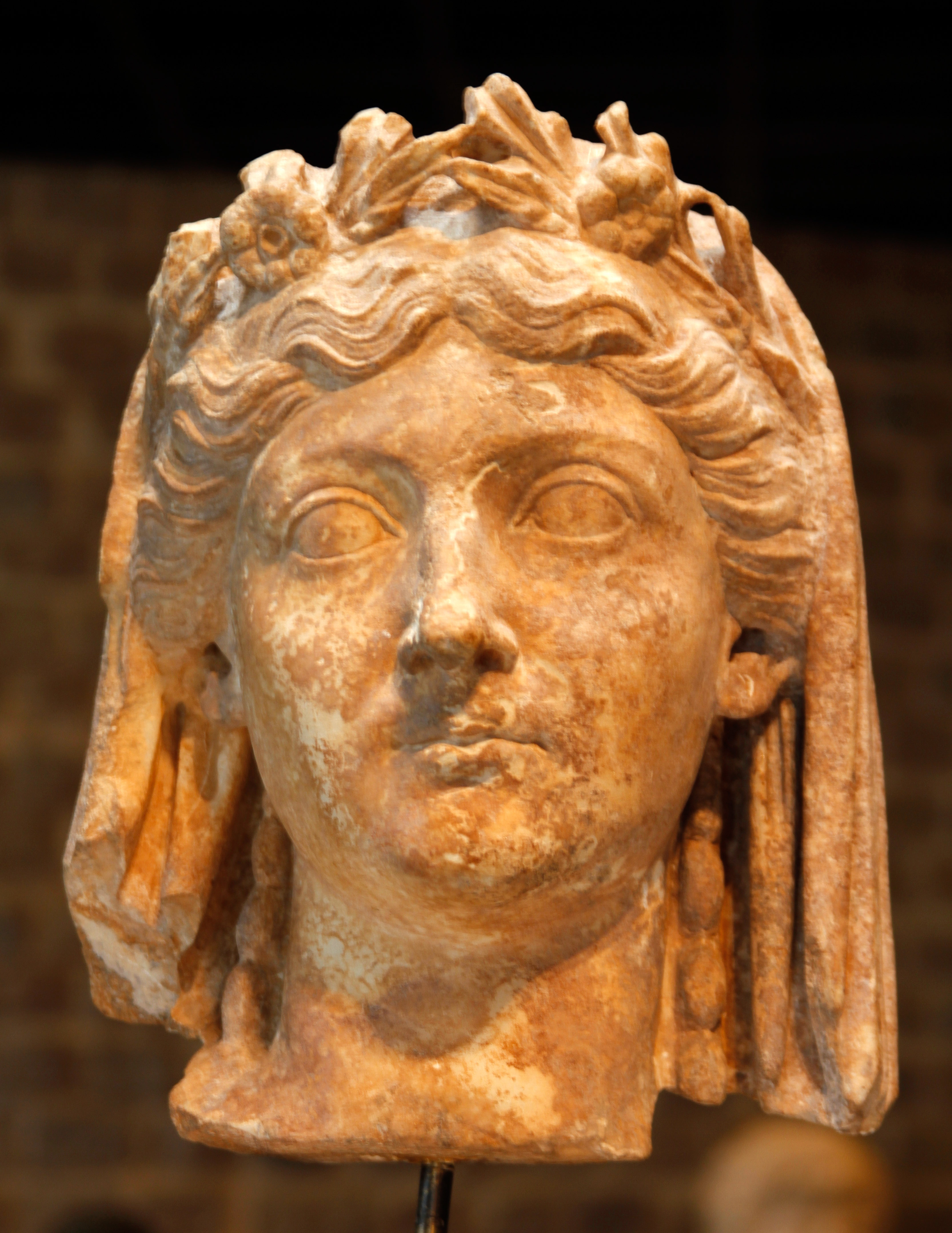
Portrait de sa femme Livie
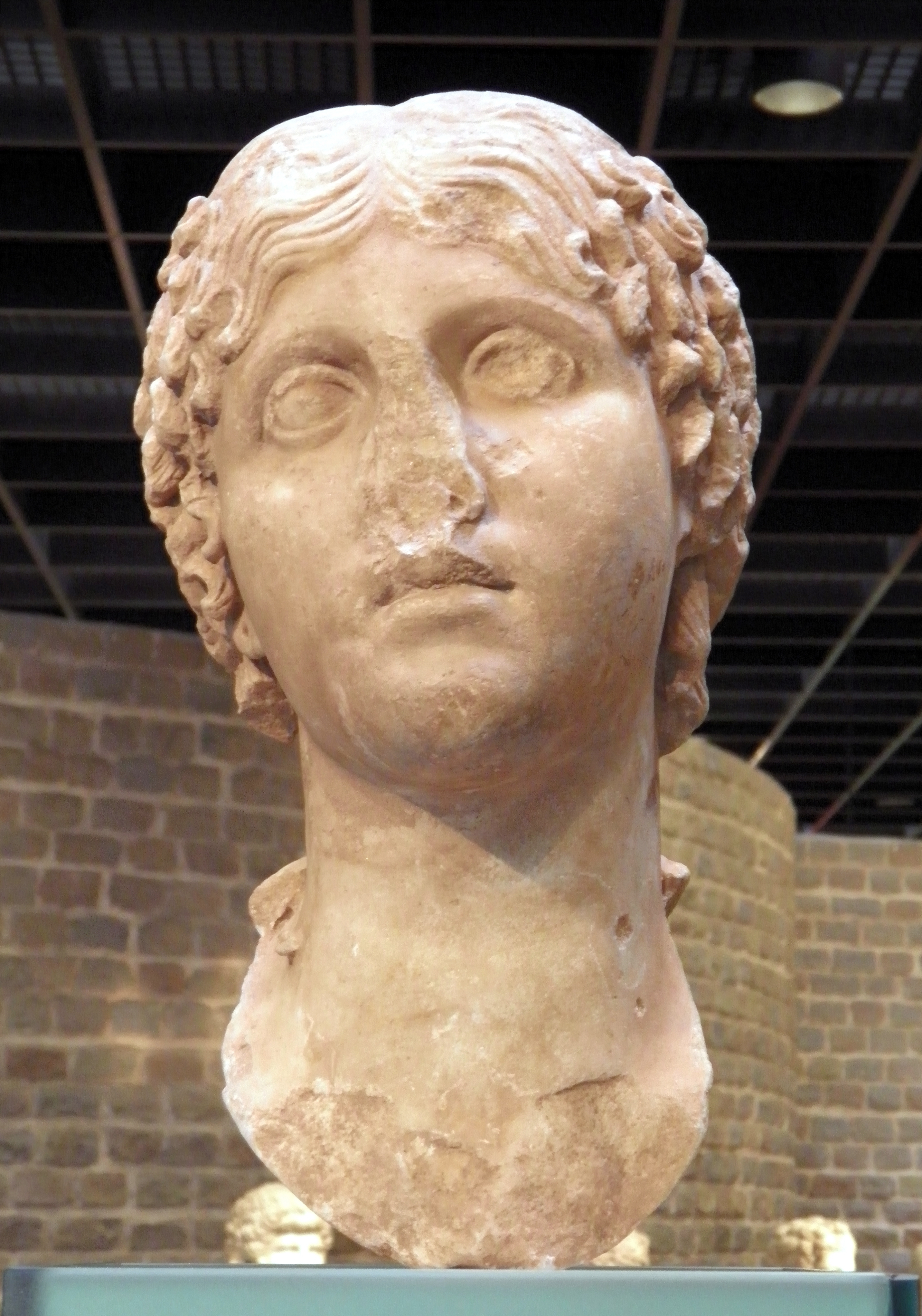
Buste d'Agrippine la Jeune
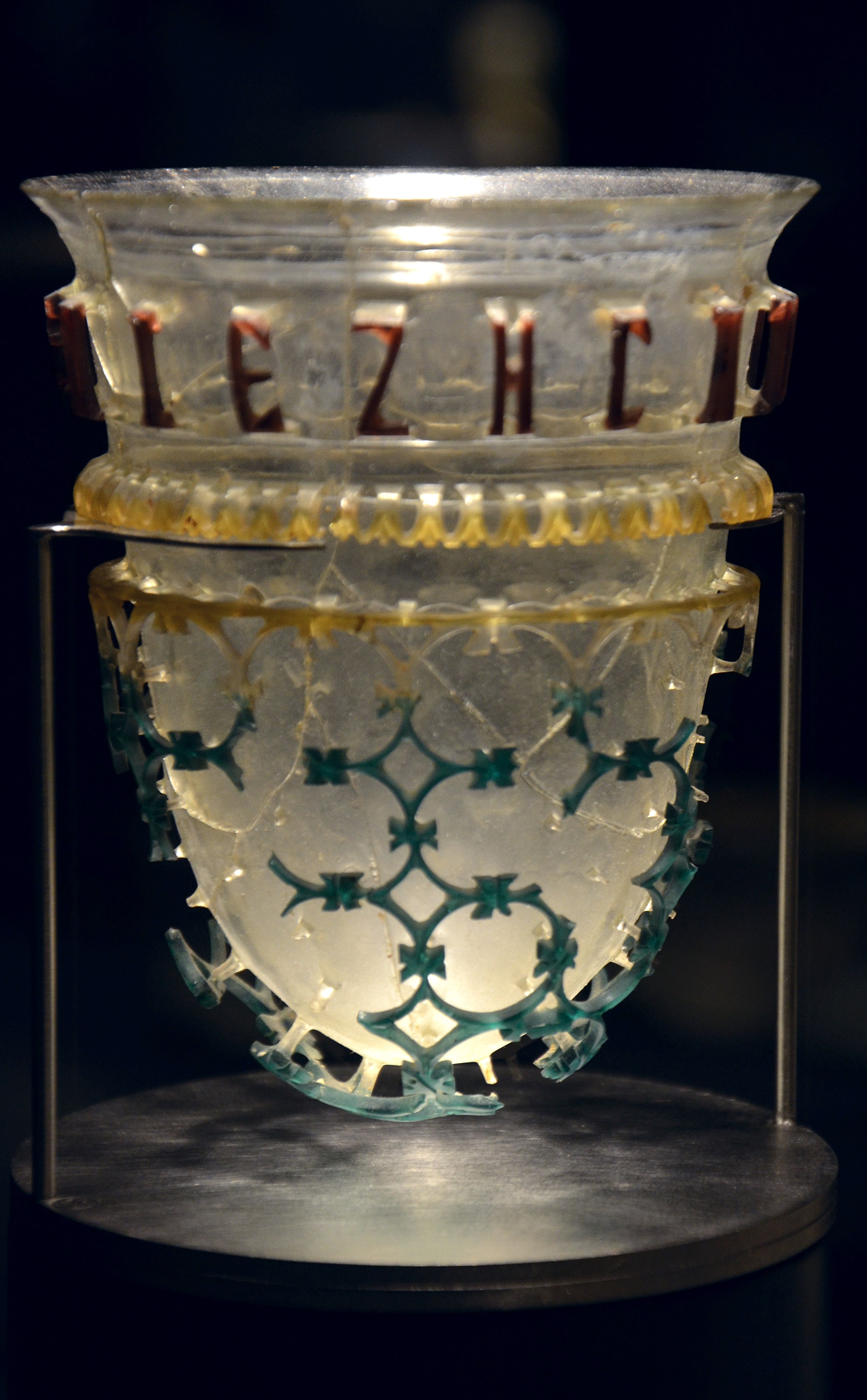
Verre diatrète de Braunsfeld
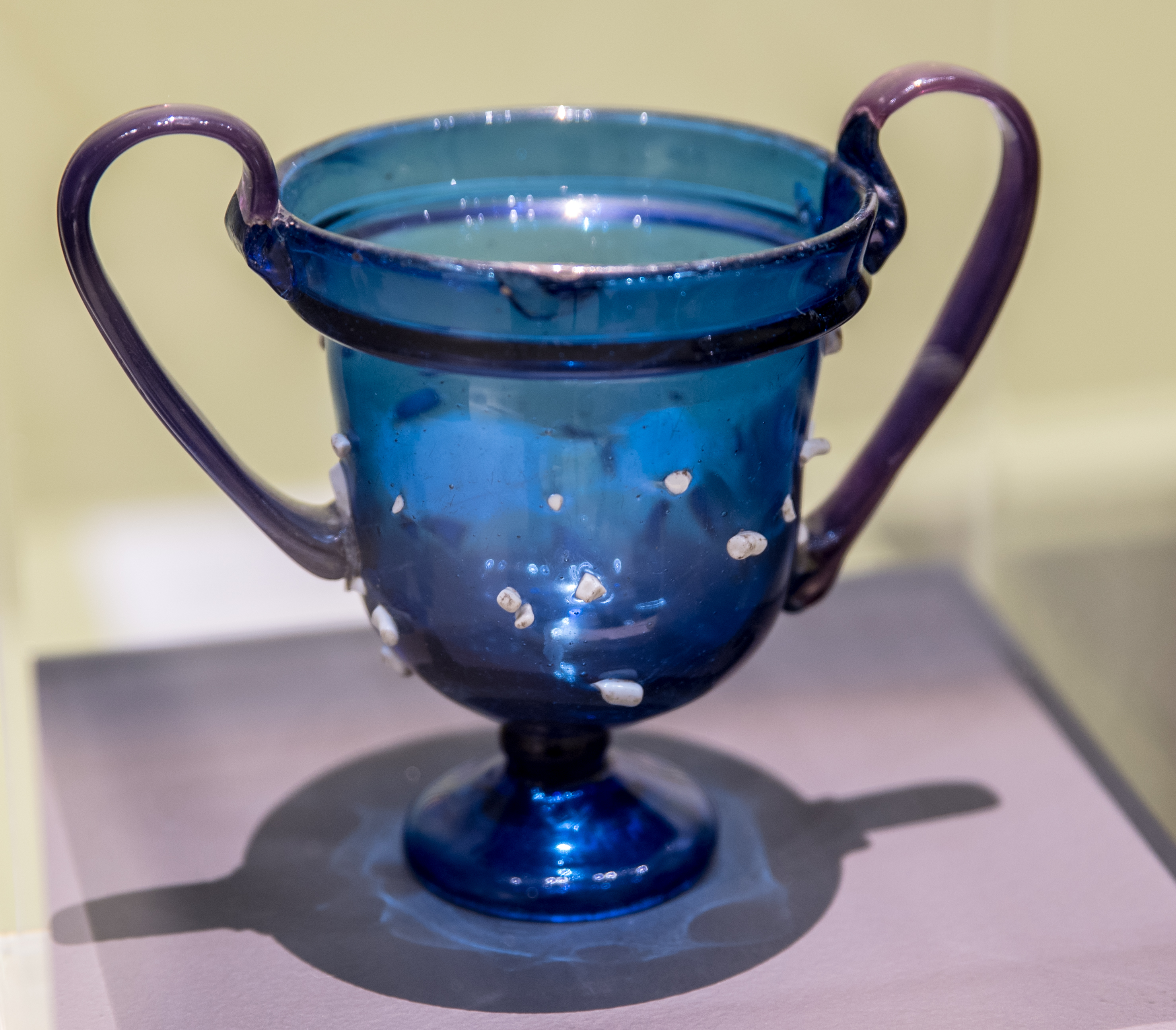
Le canthare en verre bleu de Cologne, Ier s.

### Autres fonctions
Le musée est aussi une institution pour la préservation du patrimoine culturel de Cologne : à ce titre, il est chargé de superviser du point de vue archéologique la construction du métro de Cologne.

Cologne romaine au temps de Constantin
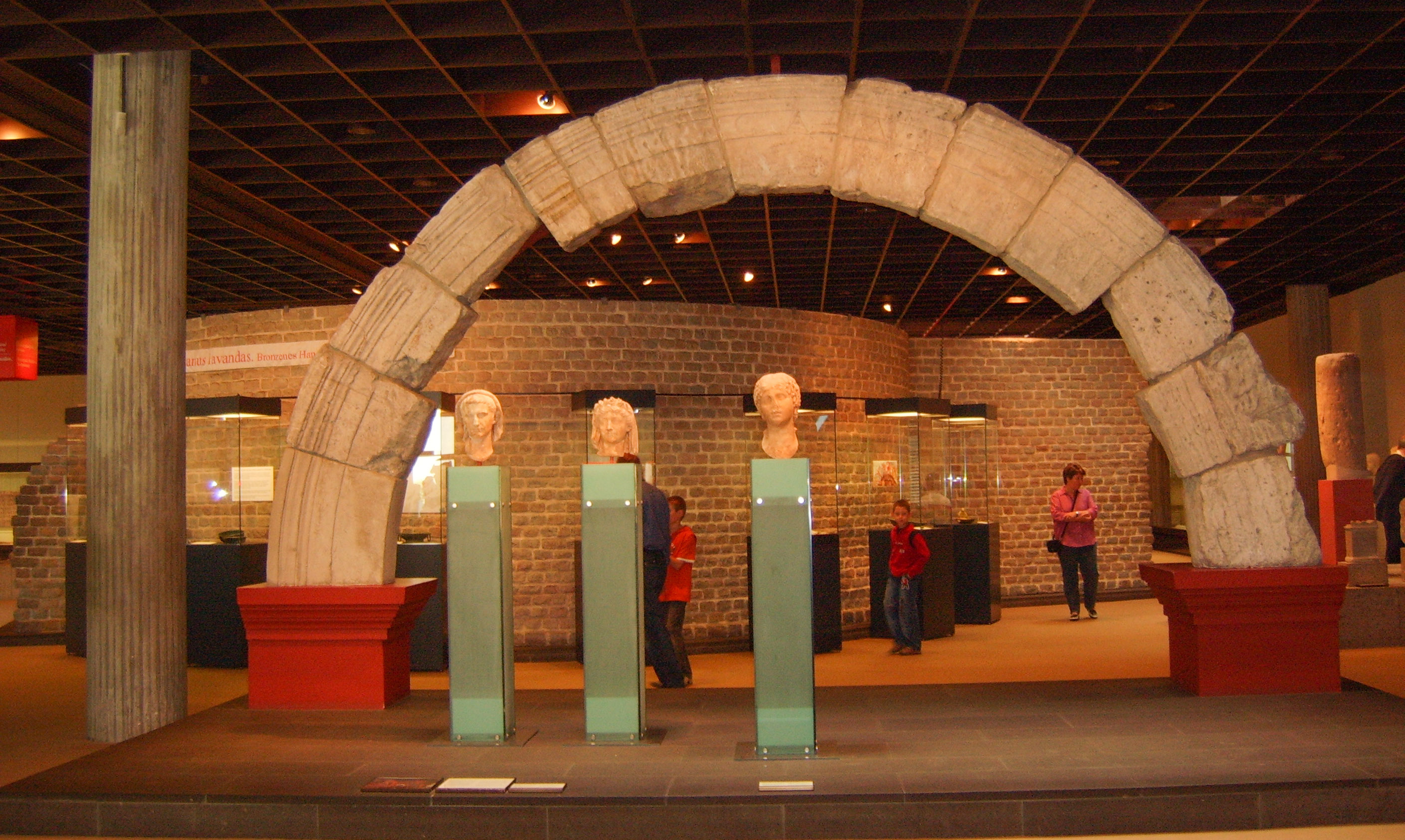
Arc central de la porte nord de l'enceinte romaine, avec l'inscription CCAA.
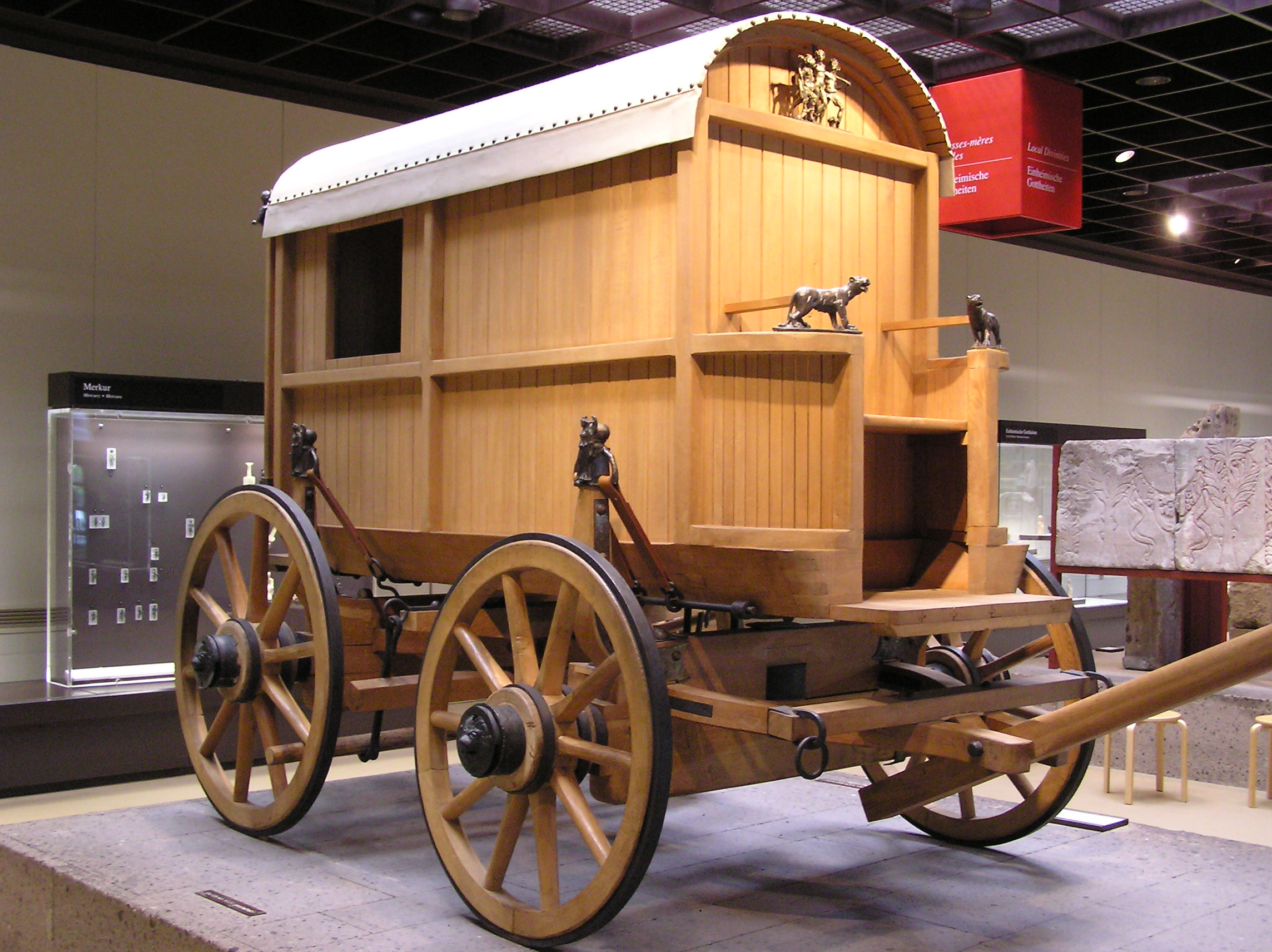
Reconstitution d'une voiture de voyage romaine